# Cinéma iranien
Vous lisez un « article de qualité » labellisé en 2008.
Le cinéma iranien ou cinéma persan est l'activité cinématographique de l'Iran.
L'industrie cinématographique voit le jour en Iran dès 1900, quand la cour rapporte un cinématographe de France. Une production spécifiquement iranienne se développe au long du XXe siècle. L'émergence du cinema motafavet ou cinéma différent dans les années 1960 - 1970 marque un tournant dans l'histoire de l'industrie du film en Iran, tout comme la révolution iranienne de 1979. Les nouvelles contraintes qui pèsent sur les réalisateurs à la suite de l'avènement du régime islamique vont influencer le cinéma iranien tout au long des années 1980. À partir des années 1990, le cinéma iranien connaît une reconnaissance croissante sur la scène internationale : des films iraniens obtiennent fréquemment des récompenses dans les festivals internationaux, et des festivals voués au cinéma iranien se tiennent régulièrement dans le monde.

## Histoire

### Les débuts du cinéma iranien
Avant l'arrivée du cinéma, observe Morteza Ravadi, les divertissements sont en Iran un luxe réservé à la seule partie aisée de la population.
Le 8 juin 1900, lors d'un voyage en Europe, le chah d'Iran Mozaffaredin Shah assiste à une projection de cinématographe à Contrexéville, en France. Le souverain ordonne à son photographe, Mirza Ebrahim Khan Akkās Bāshi, d'acheter une caméra Gaumont.
Le film tourné à Ostende lors d'un festival floral est sans doute le premier film tourné par un réalisateur iranien. Les premiers films réalisés en Iran sont des films de commande du souverain, comme les films sur les animaux du zoo, des processions de Moharram, des fêtes filmées et projetées à la cour par Akkās Bāshi.
La première salle de cinéma est ouverte en novembre 1904 par Mirza Ebrāhim Sahhāf-Bāshi. Celui-ci, qui a voyagé à l'étranger, projette de courtes comédies et des montages d'images d'actualité — obtenues principalement à Odessa et Rostov-sur-le-Don— pendant un mois. Mehdi Rusi Khān, d'origines anglaise et russe, est un ancien photographe à la cour de Mohammad Ali Shah. Il achète un projecteur et quinze films à la société Pathé afin d'organiser des projections dans le harem royal vers 1907, puis ouvre une salle d'environ deux-cents places dans le centre de Téhéran. Il organise des projections de comédies françaises et de films d'actualités tous les après-midi. En janvier 1909, Rusi Khān produit environ 80 mètres de pellicule sur les cérémonies de Mouharram ; projetés en Russie, mais jamais en Iran. Considéré comme un soutien du Shah et un proche de la brigade cosaque persane, Rusi Khān voit sa salle mise à sac au cours de la révolution constitutionnelle en 1909. Mehdi Rusi Khān laisse son matériel à une personne qui organise des représentations itinérantes en province, avant de s'exiler.
Ardāshes Batmāngariān, aussi appelé Ardeshir Khān, travaille chez Pathé à Paris pendant plusieurs années et rapporte en Perse le cinématographe, le phonographe et la bicyclette. En 1913, il ouvre une salle à Téhéran, qui propose parfois un accompagnement des films au piano ou au violon, ainsi que des rafraichissements de saison. À partir de 1920, le nombre de salles commence à augmenter, à la fois à Téhéran et en province. En 1925, est ouvert le Grand Sinemā, d'une capacité de cinq cents places, dans le Grand Hôtel de Téhéran, situé dans la rue Lalezār. 

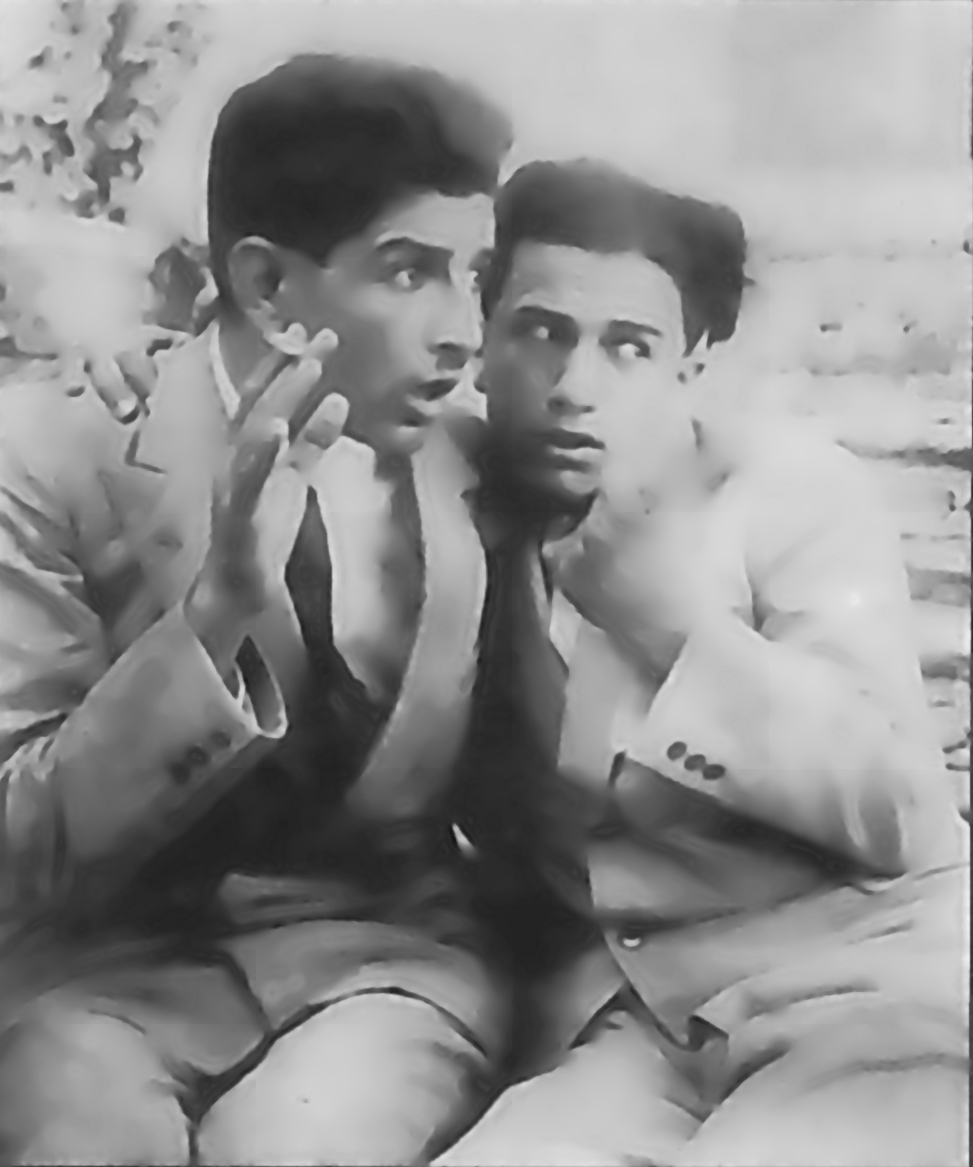
Gholam Ali Sohrabi et Mohammad Zarrabi dans Abi o Rabi, de Ovanes Ohanian, 1930.

En Iran le cinéma était d'abord réservé aux hommes. En 1928, des salles réservées aux femmes sont ouvertes, mais ne sont pas rentables et ferment rapidement. La même année, des salles mixtes voient le jour : les hommes et les femmes entrent dans la salle par des portes séparées et sont assis de chaque côté de l'allée. Les employés et la police sont chargés d'interdire l'entrée aux « femmes non chastes et aux jeunes hommes corrompus ».

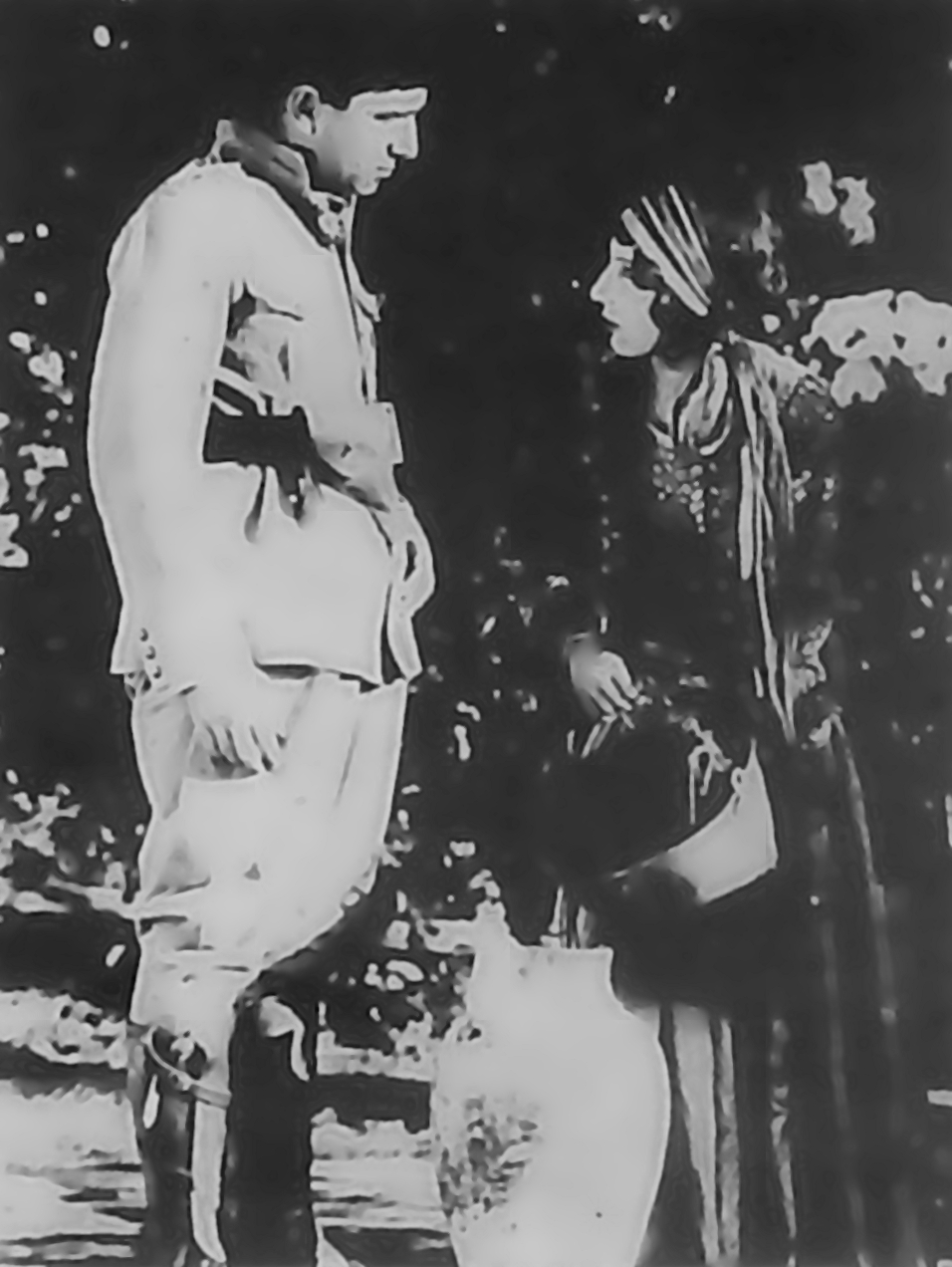
Sedigheh Saminejad et Abdolhossein Sepanta dans Dokhtar Lor, le premier film parlant iranien, réalisé par Ardeshir Irani, 1933.

Les premiers films iraniens dont il subsiste des bandes sont des films de Khan Baba Mo'tazedi, qui avait travaillé en tant que cadreur pour Gaumont, en France. Il tourne des scènes au Majles-e Mo'assessān (« Assemblée constitutionnelle ») en 1925 et le couronnement de Reza Khan en 1926. Dans ces films muets, Mo'tazedi introduit l'usage des titrages en persan. À cette époque, les films muets étaient accompagnés de « commentaires parlés », prononcés à voix haute dans la salle par un homme ou une femme. Avanes Ohaniān arrive en Iran en 1930 après son apprentissage dans l'industrie du cinéma en Russie. Il fonde une école d'acteurs de films (Parvareshgāh-e artist-e sinemā) pour jeunes hommes et femmes. En 1931, il dirige ses étudiants pour ce qui sera le premier long-métrage de fiction du cinéma iranien : Ābi o rābi, une comédie, remake d'une série danoise avec les acteurs Harald Madsen et Carl Schenström. Ce film dynamique et comportant des effets spéciaux, est un succès. Le second film d'Ohaniān, Haji Aqā, Aktor-e sinemā, tourné en 1934, est particulièrement connu pour ses scènes d'intérieur dans le Téhéran de l'époque.
Ebrahim Moradi est un autre pionnier du cinéma iranien. Il aurait travaillé pour l’organisation soviétique du film nommée Mezhrabpom et tourne son premier film en 1930, Enteqam-e Baradar, qui reste inachevé. Il entre ensuite à l’école de cinéma fondée par Ohanian et réalise Bu’l Havas en 1934. Ce film, qui n’a pas le succès commercial de Dokhtar-e Lor introduit tout de même une convention qui va perdurer dans le cinéma iranien : le contraste entre le paysan qui travaille dur et l'homme malsain de la ville.
En 1932, Abdolhossein Sepanta, connu comme le père des films parlants iraniens, réalise le premier film parlant iranien, intitulé Dokhtar-e Lor (La fille Lor). Sepanta a écrit le scénario et joue le rôle principal. Ce film est tourné en Inde, par un réalisateur pârsî, Ardeshir Irani, et avec des techniciens locaux. En choisissant de tourner ce film en Inde, Sepanta profite du meilleur de l'infrastructure de l’industrie cinématographique indienne. À la demande du ministère de l’éducation iranien, Sepanta tourne Ferdowsî, une fiction historique basée sur la vie de l’auteur. Entre 1935 et 1937, il réalise plusieurs films comme Shirin-o Farhād (une histoire d'amour classique iranienne) et Les yeux noirs (l'histoire de l'invasion de l'Inde par Nâdir Shâh) ; et Leili-o Majnoun. Le grand succès rencontré par Dokhtar-e Lor sur les écrans iraniens provoque une peur des produits iraniens chez les distributeurs de films étrangers (qui étaient projetés en nombre à l’époque), et ceux-ci s’arrangent alors pour empêcher Sepanta de travailler en Iran. Aucun autre film de fiction iranien ne sera tourné avant 1947.

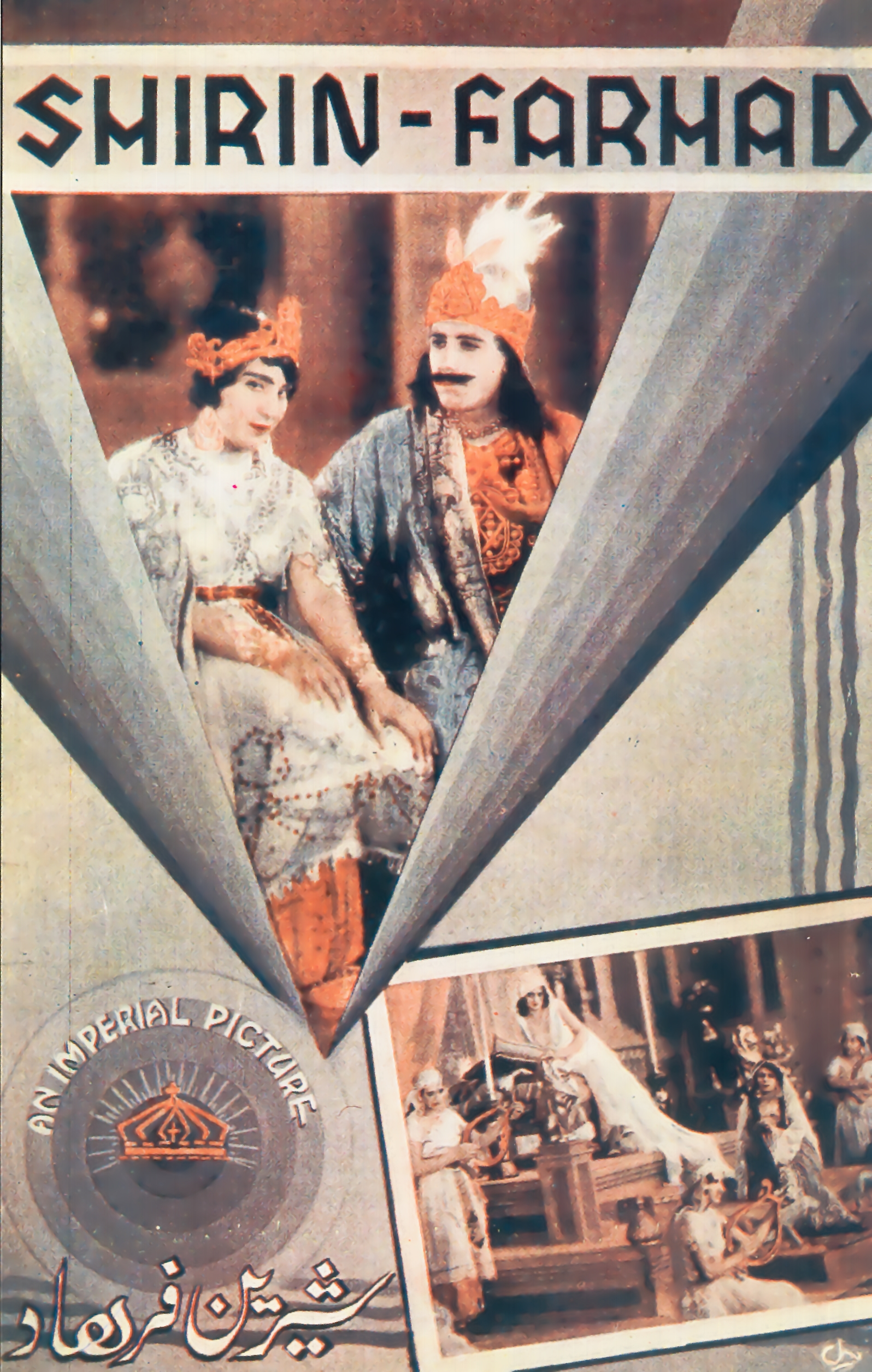
Affiche du film Shirin o Farhad, réalisé par Abdol Hossein Sepanta, 1935.

### 1947 - 1960: Le succès du cinéma populaire
Après le succès du film Dokhtar-e Farāri (version doublée en persan de Premier Rendez-Vous) en 1945, Esmail Koushan (en) produit le premier film parlant iranien réalisé en Iran, Tufān-e Zendegi (« Tempête de la vie »), réalisé en 1947 par ‘Ali Daryābigi, un metteur en scène formé en Allemagne. Le film n’est pas un succès mais Kushan fonde alors la compagnie Pars Films, qui sera un des principaux studios d'Iran jusqu’en 1979. Esmail Koushan, à la base un entrepreneur diplômé en économie en Europe, se lance dans la production de films étrangers doublés en persan et de films commerciaux iraniens. Il réalise aussi des films populaires relativement médiocres comme Sharmsār (1950) et Mādar (« La mère », 1952). Il produit d'autres films dont Velgard (« Le vagabond », 1952), réalisé par Mehdi Ra'is Firouz ; plusieurs films historiques tels Āqā Mohammad Khān, réalisé par Nosrat-Allat Mohtasham, Qiām-e Pishevari en 1954 (une satire de la crise irano-soviétique de 1945-1946), Amir Arsalān-e nāmdār (« L'illustre Amir Arasalan », 1955). Kushan produit même le premier film réalisé par un iranien diplômé d'une école étrangère : Hifdah ruz be e'dām (« Dix-sept jours jusqu'à l'exécution »), réalisé par Houshang Kavoushi en 1956. Les autres films produits par Koushan incluent des mélodrames ruraux (Bolbol-e mazra'a, 1957), des comédies dramatiques (Shab-neshini dar jahanam, 1957), des thrillers (Chāhār rāh-e havādet, 1954 et Tufān dar shahr-e mā, 1958), un film sur les misères du peuple (Cheshm be rāh (fa), 1958), un film sur les bandes de quartiers (appelés Kolah Makhmali), Lāt-e Javānmard (« Un voyou chevaleresque », 1958) et un film sur l'importance de l'amitié et l'insignifiance de l'argent, Ganj-e Qarun (« Le trésor de Qarun », 1965). 

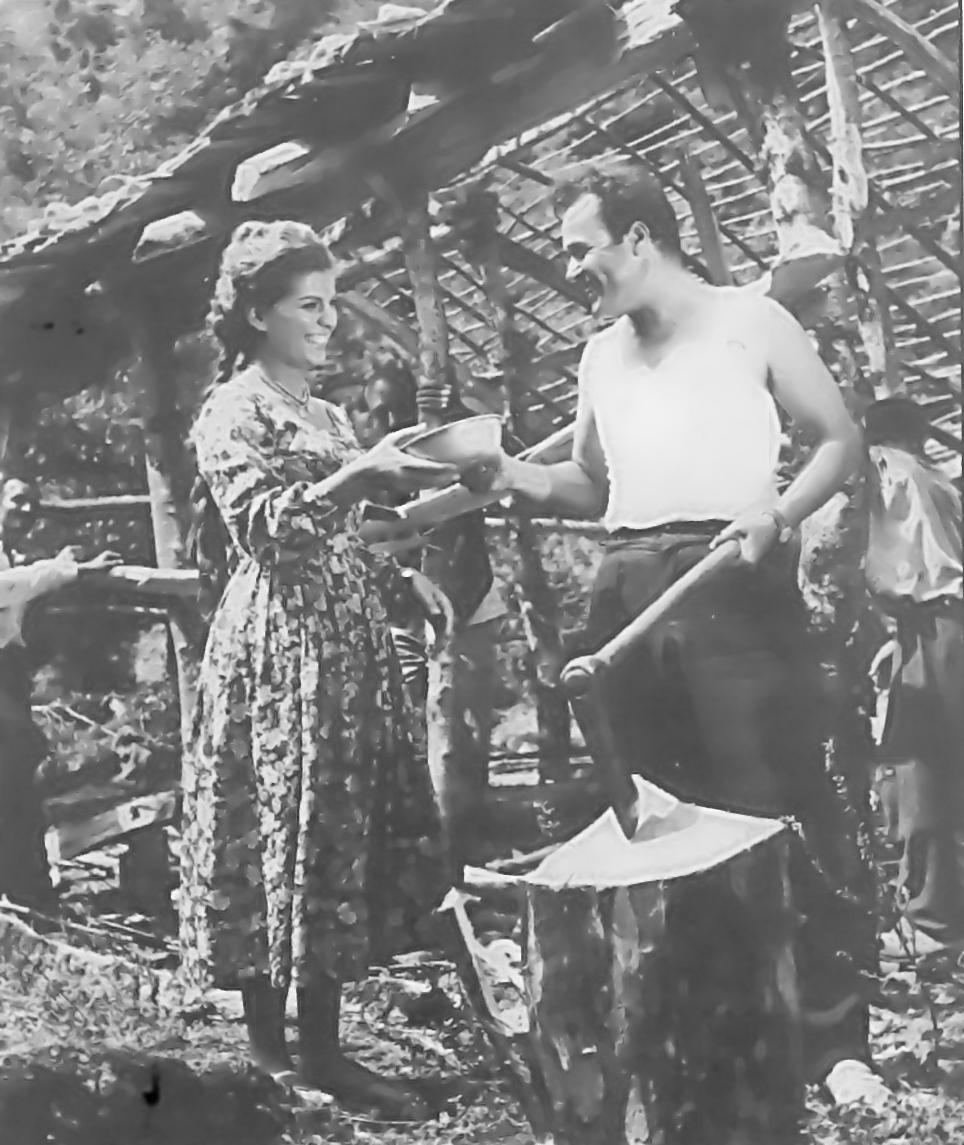
Mohammad Ali Ja'fari et Foruzan dans Sahel-e Entezar, Esmail Koushan, 1963.

C'est donc dans les années 1950 que se développe une industrie cinématographique iranienne : entre 1949 et 1955, cinquante-huit films sont produits en Iran. En 1958, vingt-deux compagnies de production tournent en Iran. La mode des films commerciaux de cette époque est d'imiter les fictions produites en Turquie, en Égypte, et particulièrement en Inde. Des séquences chantées et dansées sont d'ailleurs insérées, parfois en couleur. Les films produits pendant cette période adoptent un genre au niveau national, le film fārsi : « un mélodrame populaire où se retrouvent dans un dosage varié des séquences de chants, de danses, de bagarres et où le bien finit toujours par triompher » selon Agnès Devictor.
C'est également après la Seconde Guerre mondiale qu'est fondé le premier festival du film en Iran. En décembre 1949, le Kānun-e melli-e film (« Société Nationale du Film Iranien ») voit le jour en tant que club et librairie de cinéphiles au Musée d'archéologie d'Iran. Ses membres organisent le premier festival de film en Iran, projetant des films britanniques en 1950 et des films français en 1951. La Société Nationale du Film Iranien pose les fondations des films alternatifs et non-commerciaux en Iran.
Un autre pionnier du développement du cinéma en Iran après la Seconde Guerre mondiale est Farrokh Ghaffari, qui a été assistant d'Henri Langlois à la Cinémathèque française et le secrétaire général de la Fédération internationale des Archives de film à Paris entre 1951 et 1956. Il écrit des critiques de film en 1950, en écrivant dans la presse sous le nom de M. Mobārak (signifiant « Félicitations »). Ghaffari écrit également les premiers articles sur l'histoire du cinéma iranien en 1951. L'apport de Ghaffari au cinéma iranien est également déterminant dans la mesure où il fait partie des premiers à produire des films d'une qualité plus élevée, par rapport à ceux qui étaient réalisés à cette époque. En 1958, Ghaffari réalise Jonub-e Shahr (« Le sud de la ville »), un film qui raconte la vie des gens de condition modeste au sud de Téhéran. Ce film, d'un style néo-réaliste, sera banni par la censure. En 1963, Ghaffari adapte un des contes des Mille et Une Nuits en réalisant Shab-e Quzi (« La nuit du bossu »), une comédie sur la peur dans les différents milieux de la société téhéranaise qui sera présentée au Festival de Cannes. Les autres films notables de cette époque à la suite des films de Ghaffari sont Siāvash dar Takht-e Jamshid (« Siavash à Persépolis »), un film expérimental à propos de la notion du temps, réalisé par le poète Fereydoun Rāhnemā en 1967. D'autres intellectuels de l'époque réalisent également des films qui poseront les bases de la nouvelle vague iranienne. La poétesse Furough Farrokhzad réalise Khāneh siyāh ast (« La maison est noire », 1962), un documentaire sur les lépreux. L'écrivain Ebrahim Golestan réalise Kesht va Ayneh (« La brique et le miroir »), une œuvre réaliste et introspective en 1965. Ces films ont été présentés à l'étranger mais n'ont pas trouvé leur public en Iran.
Selon Mamad Haghighat, c'est grâce à l'influence de ces intellectuels qui s'intéressent à ce qui se fait à l'étranger que des films de qualité commencent à être produits par des réalisateurs iraniens, comparativement à la production commerciale qui existait seule auparavant.

### Nouveaux développements et naissance du cinémamotafavet
La production de longs-métrages de fiction double entre 1959 et 1966, et le cinéma en Iran connaît de nouveaux développements. À l'automne 1964, la création du département du cinéma (Edāre-ye koll-e omur-e sinemā'i) au sein du Ministère de la culture et de l'art (Vezārat-e farhang va honar) permet à l'état de centraliser toutes les affaires en rapport avec l'industrie du film et de la censure dans une même administration. Pendant la même période, diverses institutions œuvrant dans le secteur cinématographique iranien sont créées : la faculté pour la télévision et le film (Madreseh-ye āli-e televizion va sinemā), sous l'égide de la récente Radio Télévision Nationale Iranienne ; l'Union des industries du film iranien (Ettehādiya-ye sanāye'-e film-e Irān) ; des syndicats d'acteurs, de réalisateurs, de distributeurs, de doubleurs, etc. En 1958 est inaugurée l'archive Nationale du film (Film-khāneh-ye melli-e Irān), qui conserve les archives des films persans et de films étrangers. Plusieurs festivals de cinéma se mettent également en place durant cette période. Le festival international du film pour enfants de Téhéran est créé en 1966 (sous le nom de Festivāl-e beyn-ol-melali-e filmhā-ye kudakān va no-javānān). De 1966 à 1977, le festival des arts de Shiraz (Jashn-e honar) présente une section cinématographique aux côtés des sections principales consacrées au théâtre et à la musique. En 1969 est créé le festival national du film (Sepās). Cependant, à la même période, le cinéma est critiqué par certains intellectuels iraniens. Samad Behrangi, Ali Chariati et Jalal Al-e-Ahmad, les trois intellectuels les plus influents du mouvement critiquant l'« occidentalisation » de l'Iran, voient en effet cette activité comme une des activités culturelles majeures des « étrangers » (farhangiān). 
L'année 1969 marque un tournant dans l'histoire du cinéma en Iran. Au cours de cette année, deux réalisateurs sortent presque simultanément leur deuxième film après un premier essai non concluant. Massoud Kimiaei réalise Qeysar, un énorme succès au box-office dont la sortie marque la fin de la domination commerciale des films identifiés comme film-fārsi. Dariush Mehrjui réalise La Vache (Gāv) la même année, mettant en scène un paysan pauvre qui s'identifie à sa vache. Ce film possède une approche de la réalisation permettant d'identifier un thème et un style spécifiquement iraniens. Il a d'ailleurs été choisi comme « meilleur film iranien jamais réalisé » dans des sondages de critiques iraniens en 1972 et 1998. Gāv permet aussi de faire connaître le cinéma d'art et d'essai iranien en dehors du pays, grâce aux récompenses reçues aux festivals de Venise et de Chicago en 1971, et aux nombreuses autres présentations internationales. L'année 1969 marque également le début de l'influence du cinéma motefavet sur les films commerciaux. Selon Mamad Haghighat, le cinéma motefavet « impose un style réaliste et réfléchi, moins superficiel. [...] L'imagination des cinéastes semble enfin se libérer des carcans narratifs et esthétiques qui prévalaient auparavant. » La décennie 1970 est marquée par les adaptations et l'influence du cinéma moderne. Des réalisateurs adaptent des œuvres littéraires étrangères, comme le long-métrage Topoli, adapté de Des souris et des hommes de John Steinbeck, réalisé par Reza Mirlouki en 1972. L'influence du néo-réalisme et de la Nouvelle Vague se ressent particulièrement dans le cinéma motefavet.
La sortie de ces deux films marque la fin de la domination du cinéma exclusivement commercial et donne l'impulsion nécessaire pour attirer des réalisateurs jeunes et prometteurs ou des personnalités littéraires de l'époque. En 1973, certains réalisateurs quittent le syndicat officiel des réalisateurs pour créer le groupe des réalisateurs progressifs (Goruh-e sinemāgarān-e pishro). Cette Nouvelle Vague iranienne regroupe des réalisateurs visionnaires qui ne veulent pas traiter des thèmes parce qu'ils sont commerciaux ou qui travaillent en dehors des conventions établies. Les réalisateurs les plus reconnus de cette époque sont : Dariush Mehrjui, Sohrab Shahid Saless, Bahram Beyzai, Parviz Kimiavi, Abbas Kiarostami, Ebrahim Golestan, Farrokh Ghaffari, Bahman Farmanara, Arby Ovanessian ou encore Nasser Taghvai.
Parallèlement au cinéma motefavet se développe un mouvement Super 8. Les courts métrages, non commercialisés, autorisent une très grande liberté à leurs auteurs. En septembre 1969, des réalisateurs de films super 8 se rassemblent dans un groupe nommé Cinema-ye Azad (« Cinéma libre »), en référence au free cinema anglais de la décennie précédente. L'engouement pour ce type de cinéma est tel qu'un festival du cinéma libre sera organisé fin 1969 à Téhéran. Au sein du mouvement super 8, les réalisateurs prônent des principes d'entraide collective et d'auto-production.  Entre 800 et 1000 films relevant de ce mouvement ont été produits au cours des années 1970. Selon Mamad Haghighat, cette production compterait des chefs-d'œuvre, qui restent méconnus en Iran comme en Occident.

### Après la révolution, des adaptations nécessaires
Les religieux en Iran associaient traditionnellement le cinéma avec une influence occidentale qu'ils considéraient comme « corruptrice » et « contraire aux bonnes mœurs ». Cependant, à l'époque de la révolution iranienne, certains religieux acceptent le cinéma à condition qu'il ne soit pas mal utilisé, comme le dit l'Ayatollah Rouhollah Khomeini dans un discours prononcé à son retour d'exil en 1979. Les faits et les discours des dirigeants du nouveau régime islamique montrent que les autorités souhaitent adopter le cinéma comme un instrument idéologique destiné à combattre l'occidentalisation et à islamiser la société.
La contradiction entre l'image répressive de l'Iran et le développement du cinéma en Iran est en partie due à la relation qui s'est développée entre l'art, la société et l'État.
Avec l'instauration de la république islamique en 1980, la société, et plus particulièrement les femmes et l'amour —deux thèmes répandus dans le cinéma en Iran avant 1979— deviennent régis par le fiqh (le droit islamique). Les femmes et l'amour sont pratiquement bannis pendant la première décennie suivant la révolution. Le développement du cinéma en Iran après la révolution de 1979 suit l'attitude de la société iranienne à partir de cette période : l'expérience des limites de l'idéologie basée sur le fiqh.
L'histoire du cinéma dans l'Iran post-révolutionnaire suit les phases socio-politiques que connaît l'État iranien. Pendant la première phase, quand les révolutionnaires radicaux et militants sont au pouvoir, le pouvoir iranien essaie d'islamiser la société. La création du ministère de la culture et de l'orientation islamique a pour objectif d'islamiser toute forme d'art et d'activité culturelle. Le régime promeut alors la création d'un cinéma islamique. Pendant cette période, l'amour et les femmes disparaissent de l'écran, et les scénari mettant en scène des enfants se multiplient. Cependant, aucun film de qualité n'est produit pendant la période de la guerre Iran-Irak. Entre 1980 et 1988, la production de films iraniens suit l'actualité : cinquante-six films sont alors produits sur le thème de la guerre contre l'Irak, sur fond de sensationnalisme, d'idéologie et d'encouragement de l'effort de guerre. Deux succès au box-office sont à noter parmi ces films de guerre : Barzakihā de Iraj Qāderi (1982) et Oqābhā (« Les Aigles ») de Samuel Katchikiān (1985).
Le nouveau régime iranien, par l'intermédiaire du Ministre de la culture et de l'orientation islamique —dirigé par Mohammad Khatami entre 1982 et 1992—, cherche à développer un cinéma national conforme à sa vision idéologique. La Fondation du cinéma Farabi, une organisation semi-gouvernementale, fournit des financements aux cinéastes. Selon Ziba Mir-Hosseini, la sortie de  Nobat-e Asheghi , de Mohsen Makhmalbaf, marque un tournant dans l'histoire du cinéma iranien post-révolutionnaire : son scénario met en scène une histoire d'amour romantique. Ce film est seulement projeté au festival Fajr, et provoque d'intenses débats dans la presse. À la même période, des réalisatrices commencent à faire des films avec des personnages féminins traitant d'amour.

### Reconnaissance internationale

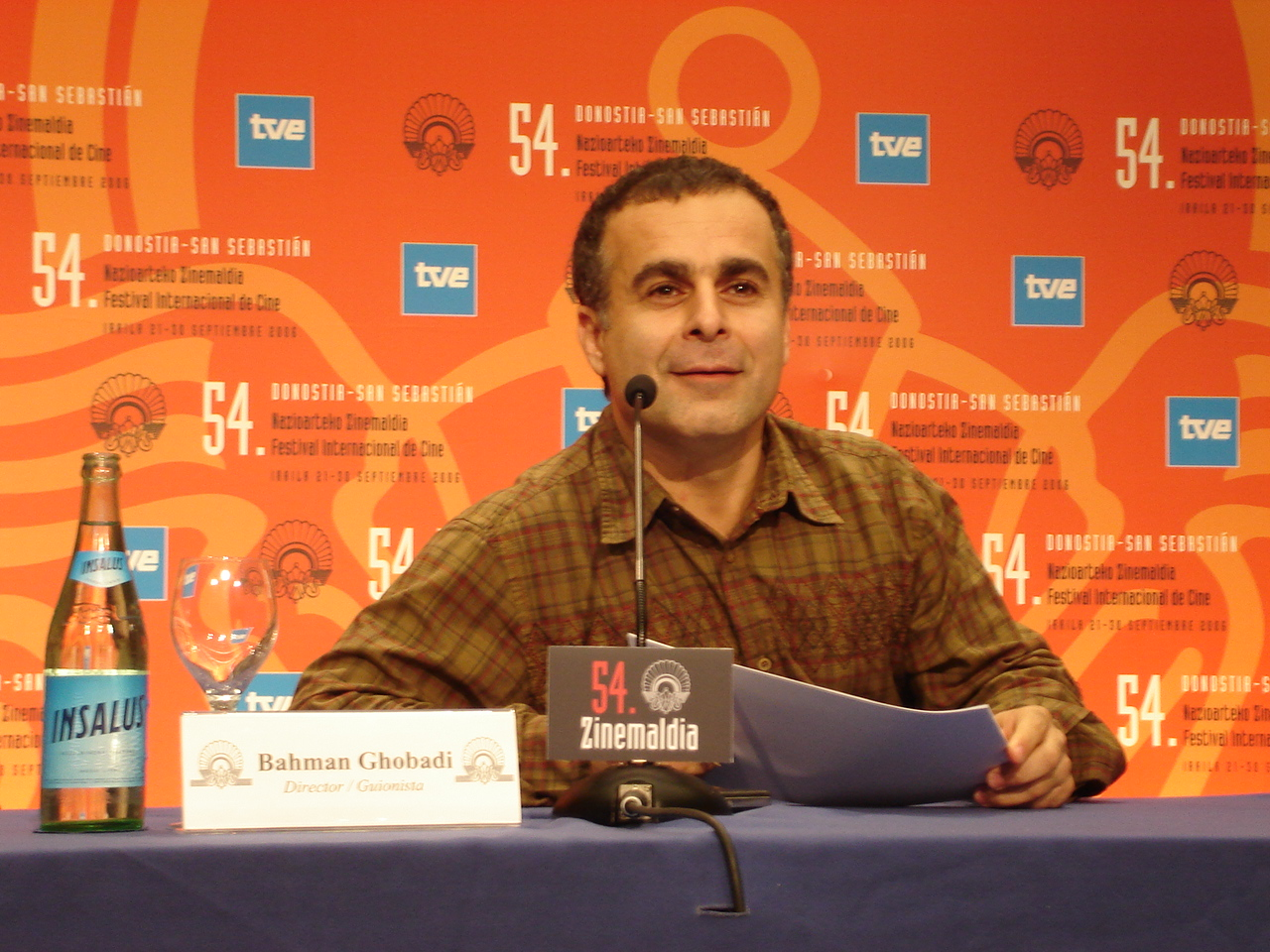
Bahman Ghobadi au festival de Saint-Sébastien.

En l'absence d'une presse libre, le cinéma finit par être le vecteur de la critique sociale en Iran. La réception plutôt favorable qu'accorde la critique au cinéma iranien permet à celui-ci d'être reconnu au-delà des frontières. À l'occasion de l'élection présidentielle de 1997 (en), des cinéastes expriment publiquement pour la première fois leurs opinions politiques. Ils se rangent en majorité du côté du candidat réformateur, ancien ministre de la culture, l'hodjatoleslam Mohammad Khatami, qui favorise des politiques culturelles plus tolérantes. Cette nouvelle période de la république islamique voit l'arrivée de films traitant de femmes et d'amour, comme Banoo-Ye Ordibehesht (« La dame de mai »), de Rakhshan Bani-Etemad ou Do zan (« Deux femmes ») de Tahmineh Milani en 1999.
Pour Nader Takmil Homayoun et Javier Martin, la reconnaissance des réalisateurs iraniens sur la scène internationale commence avec Le Coureur, film d'Amir Naderi de 1985, qui reçoit des prix dans tous les festivals internationaux. Pour Mamad Haghighat, les journalistes étrangers commencent à écrire sur le cinéma iranien après la présentation du film Jādeha-ye sard (« Routes froides », réalisé par Massoud Jafari Jozani) au Festival de Berlin en 1987. Les films présentés à ces festivals ne présentent pas toujours l'Iran sous un jour favorable. Paradoxalement, l'État iranien soutient leur distribution et les envoie à l'étranger, même si certains films sont interdits en Iran. Par la suite, ce succès du cinéma iranien est confirmé par les nombreux prix décernés dans de prestigieux festivals de films internationaux. Mamad Haghighat pense que ce succès international a permis d'améliorer l'image et la technique dans les films iraniens. Il dit à ce sujet : « Plus les films iraniens sont appréciés à l'étranger, plus les cinéastes iraniens deviennent exigeants dans leur travail ».
Pour Bill Nichols, l'intérêt suscité par le cinéma iranien est en partie dû à la découverte de ce cinéma par ceux qui participent aux festivals. Nichols pense que voir des films iraniens lors de festivals représente une occasion de dépasser les apparences et d'acquérir un savoir en dehors de sentiers battus. Il note également que le style des films iraniens post-révolutionnaires, avec des personnages qui se débattent dans des situations difficiles, provoque chez les spectateurs occidentaux une lecture critique et politique de l'Iran post-révolutionnaire. Cependant, les réalisateurs iraniens n'expriment pas le même point de vue à propos de leurs films. Pour des réalisateurs comme Abbas Kiarostami ou Alireza Davoudnejad, leurs films présentent les problèmes de l'Iran tels qu'ils les voient, sans analyse sociale ou politique. Avec la Chine, l'Iran a été célébré comme un des exportateurs de grand cinéma dans les années 1990. Le réalisateur allemand Werner Herzog, avec beaucoup d'autres critiques de cinéma internationaux, considère le cinéma iranien comme l'une des plus importantes formes de création artistique du monde.
Le magazine de cinéma Film, sort dès avril 1993 un numéro trimestriel en anglais, Film international, qui contribue à diffuser le cinéma iranien dans le monde.
La consécration internationale a lieu en 1997, quand Le Goût de la cerise (Tam-e Gilas), d'Abbas Kiarostami obtient la Palme d'or au Festival de Cannes. La même année, Majid Majidi, avec Bacheha-ye āsemān (Les Enfants du ciel), gagne le prix de la « Meilleure image » du Festival des films du monde de Montréal et est nommé à l'Oscar du meilleur film étranger. Dès lors, de jeunes cinéastes sont portés par cette vague et leurs travaux sont reconnus au niveau international comme en témoignent Bahman Ghobadi qui obtient la Caméra d'or en 2000 pour son premier long-métrage, Un temps pour l'ivresse des chevaux (Zamāni barāye masti-e asbhā) et Samira Makhmalbaf, fille du cinéaste Mohsen Makhmalbaf, qui réalise à 18 ans La Pomme (Sib) en 1998 et reçoit à 20 ans le Prix du jury à Cannes pour Le Tableau noir (Takhte Siāh, 2000) et de nouveau, à 23 ans, pour À cinq heures de l'après-midi (Pandj-é asr, 2003).
Les films iraniens sont régulièrement sélectionnés dans les plus grands festivals internationaux. Ils y remportent souvent les récompenses les plus prestigieuses : le Lion d'or de la Mostra de Venise (Le Cercle de Jafar Panahi en 2000), la Palme d'or du Festival de Cannes (Le Goût de la cerise d'Abbas Kiarostami en 1997), l'Ours d'or de la Berlinale (Une séparation d'Asghar Farhadi en 2011 et Taxi Téhéran de Jafar Panahi en 2015 ) ou encore la Coquille d'or du Festival de Saint-Sébastien qu'a obtenue à deux reprises Bahman Ghobadi (en 2004 pour Les Tortues volent aussi et en 2006 pour Demi-lune). En 2006, six films iraniens, de styles différents, ont représenté le cinéma iranien au festival du film de Berlin. Cela a été considéré par les critiques comme un événement remarquable pour le cinéma iranien,.
Depuis 2019, le cinéma iranien est célébré au sein d'un Festival qui lui est consacré à Vitré (Ille-et-Vilaine). La première édition a eu lieu du 11 au 15 novembre 2019, lors de laquelle six films étaient en compétition ; le film Yeva, de la réalisatrice Anahid Abad, y a reçu le premier prix.

## Films de fiction

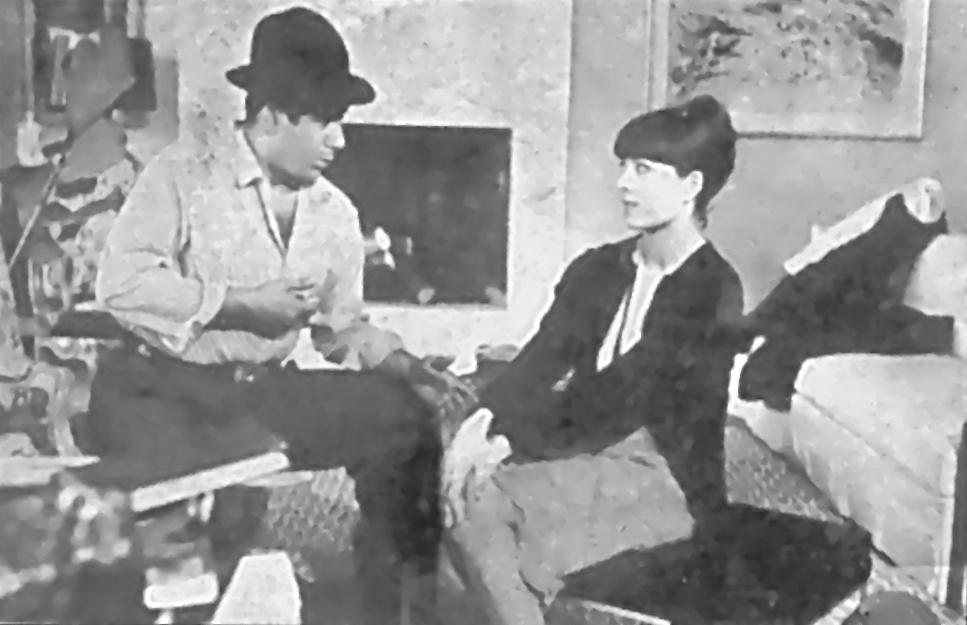
Nikval Parashu et Nasser Malekmati'i dans Abram dar Paris, réalisé par Esmail Kushan en 1964.

### Cinéma commercial: lefilm fārsi

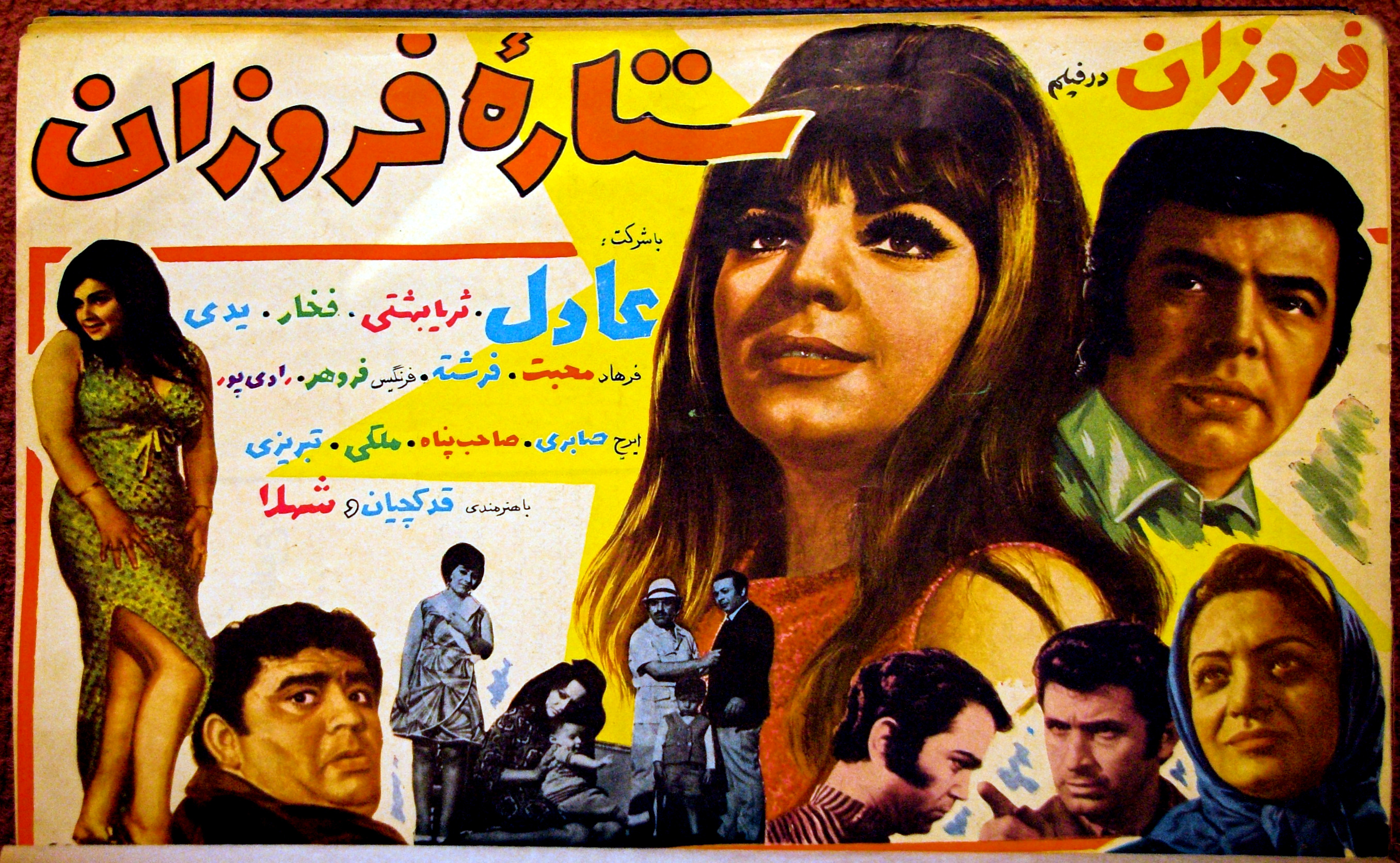
Pages consacrées à Foruzan dans un magazine iranien des années 1970

Après 1947 et le succès des films commerciaux en Iran, un genre national voit le jour en Iran, appelé film fārsi. Ce terme était initialement utilisé pour distinguer les films produits en Iran des films produits à l'étranger doublés en persan (duble be fārsi), mais il a évolué jusqu'à désigner un type de films bien particulier. D'après Agnès Devictor, ces films sont des « mélodrame[s] populaire[s] où se retrouvent dans un dosage varié des séquences de chants, de danses, de bagarres et où le bien finit toujours par triompher ». D'après Jamshid Akrami, ce type de films est « esthétiquement vulgaire ». Le film fārsi contient des éléments de base : quelques scènes de chants, de danses, de bagarres insérées dans un scénario moraliste qui possède une fin « à l'eau de rose ». Cette formule restera dominante jusqu'à la révolution iranienne.
Cependant, le film fārsi ne peut pas vraiment être considéré comme un « genre » à part entière car il ne possède pas de cohérence intrinsèque. C'est plutôt la combinaison des éléments cités plus haut dans des modèles établis qui permet de distinguer les films pouvant être désignés comme film fārsi. À l'intérieur de cette catégorie, plusieurs spécialités ont émergé avec le temps. Les « films de village » sont ceux qui mettent en avant la pureté de la vie villageoise en comparaison avec la corruption existant dans les grandes villes. Ce genre est représenté par Majid Mohseni, avec des films comme Bolbol-e mazra'a (« Le Rossignol de la ferme », 1957), Āhang-e dehkadeh (« La chanson du village », 1961) et Parastuhā be lāna bar migardand (« Les Hirondelles retournent à leur nid », 1963). Les « mélodrames familiaux » sont un autre de ces genres : le scénario met en scène une personne qui doit quitter le village à cause de circonstances malheureuses ; la fin est au contraire heureuse. Les films les plus représentatifs de ce type seraient Velgard (« Le vagabond », 1952), Mādar (« La mère », 1952) ou Gheflat (« Négligé », 1953). Un autre sous-genre est celui des farces fantastiques, avec comme exemples les plus frappants de ce type de films : Shab neshini dar jahanam (« Une soirée en enfer », 1959), Arus-e farāri (« La mariée fugitive », 1958), Mimiram barāye pul (« Je mourrais pour de l'argent », 1959) et Setareh-ye cheshmak zad (« L'étoile a brillé », 1963).
À partir des années 1960, se développe un nouveau type de film au sein de la production de film fārsi : les films qui mettent en scène des jāhel, étant centré sur un personnage principal qui est un jāhel-e kolah-e makhmali (littéralement : un « illettré au chapeau de feutre »). Ce personnage idéalisé est un homme dur, aux principes moraux forts avec un cœur d'or, qui est une espèce de caïd de quartier. Il est généralement vêtu d'un grand couvre-chef en feutre et d'un costume (veste et pantalon) de type occidental de taille extra-large. Les scénarios de ces films suivent souvent un schéma : le caïd se bat avec les méchants, entame une romance avec une femme dont la vertu est discutable, mais qui est victime des circonstances. Finalement, le caïd sauve et purifie la femme par une action de repentir. Ce nouveau modèle de films est introduit par Lāt-e javānmard (« Un voyou chevaleresque »), un film de Majid Mohseni tourné en 1958.
Un des acteurs les plus représentatifs du cinéma commercial iranien de cette époque est Mohammad Ali Fardin.

### Cinéma progressif, cinéma différent

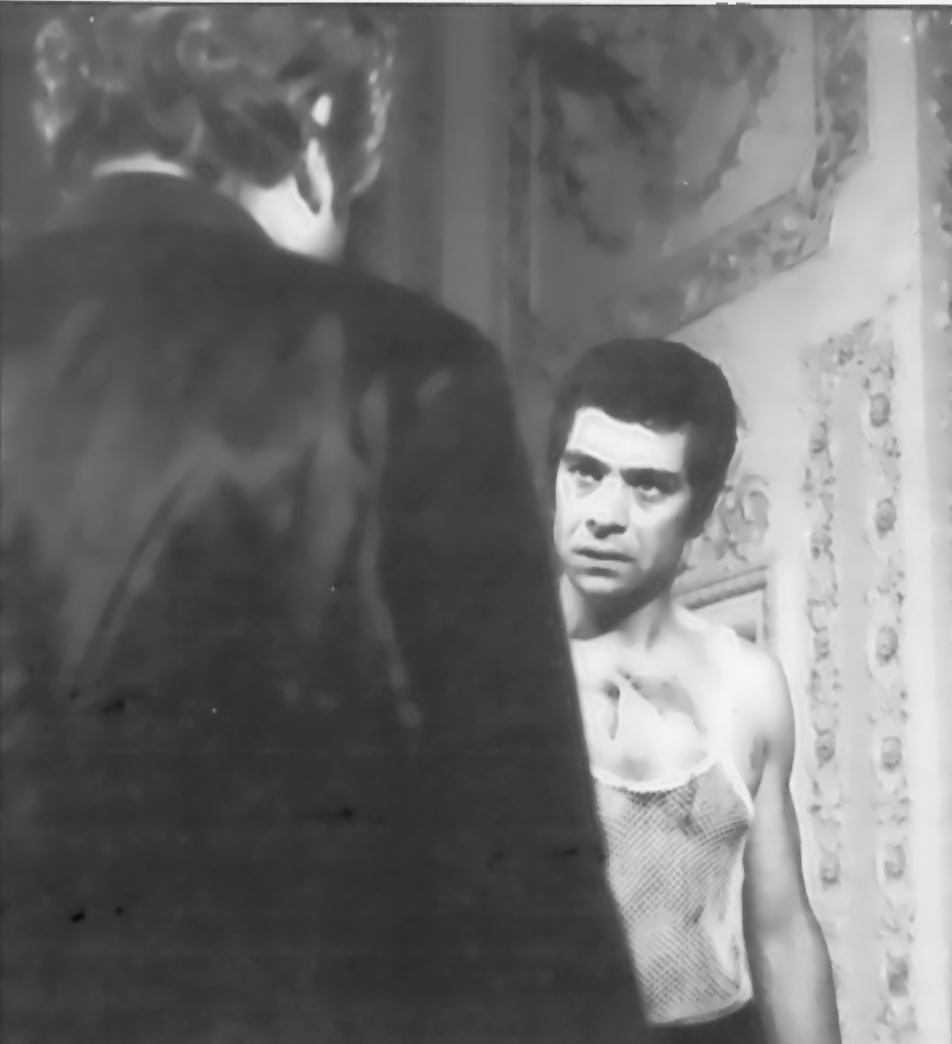
Behrouz Vossoughi dans Qeysar, de Massoud Kimiaei, 1969.

Pendant les années 1960, le « cinéma d'auteur » prend corps en Iran, grâce à des cinéastes comme Farrokh Ghaffari, Ebrahim Golestan ou Forough Farrokhzad (1934-1967). L'année 1969, avec la sortie des films Qeysar de Massoud Kimiai (1941-) et Gāv de Dariush Mehrjui (1939-), marque le début de l'engagement politique dans le cinéma en Iran.
Une nouvelle génération de réalisateurs voit alors le jour, produisant des films dénonçant la misère de la population. Les films de Sohrab Shahid Saless, Abbas Kiarostami, Bahram Beyzai, et Parviz Kimiavi, etc., se situent entre nouvelle vague, néoréalisme italien et fatalisme chiite selon Javier Martin et Nader Takmil Homayoun. Ce mouvement prend le nom de Cinemay-e motefavet (cinéma différent), et est également connu sous l'appellation Nouvelle Vague iranienne ou Nouveau Cinéma Iranien.
L'avènement du « cinéma différent » a été rendu possible par l'évolution du contexte économique, politique et culturel des années 1960-1970 et les mouvements intellectuels ou politiques qui ont vu le jour à cette époque. Un climat romantique se développe après le coup d'État de 1953 dans le domaine des arts. Parallèlement, une littérature engagée socialement s'esquisse dès les années 1950. Les réalisateurs qui travaillent en Iran à cette époque défient la censure morale et religieuse s'appliquant à l'art et à la culture. 

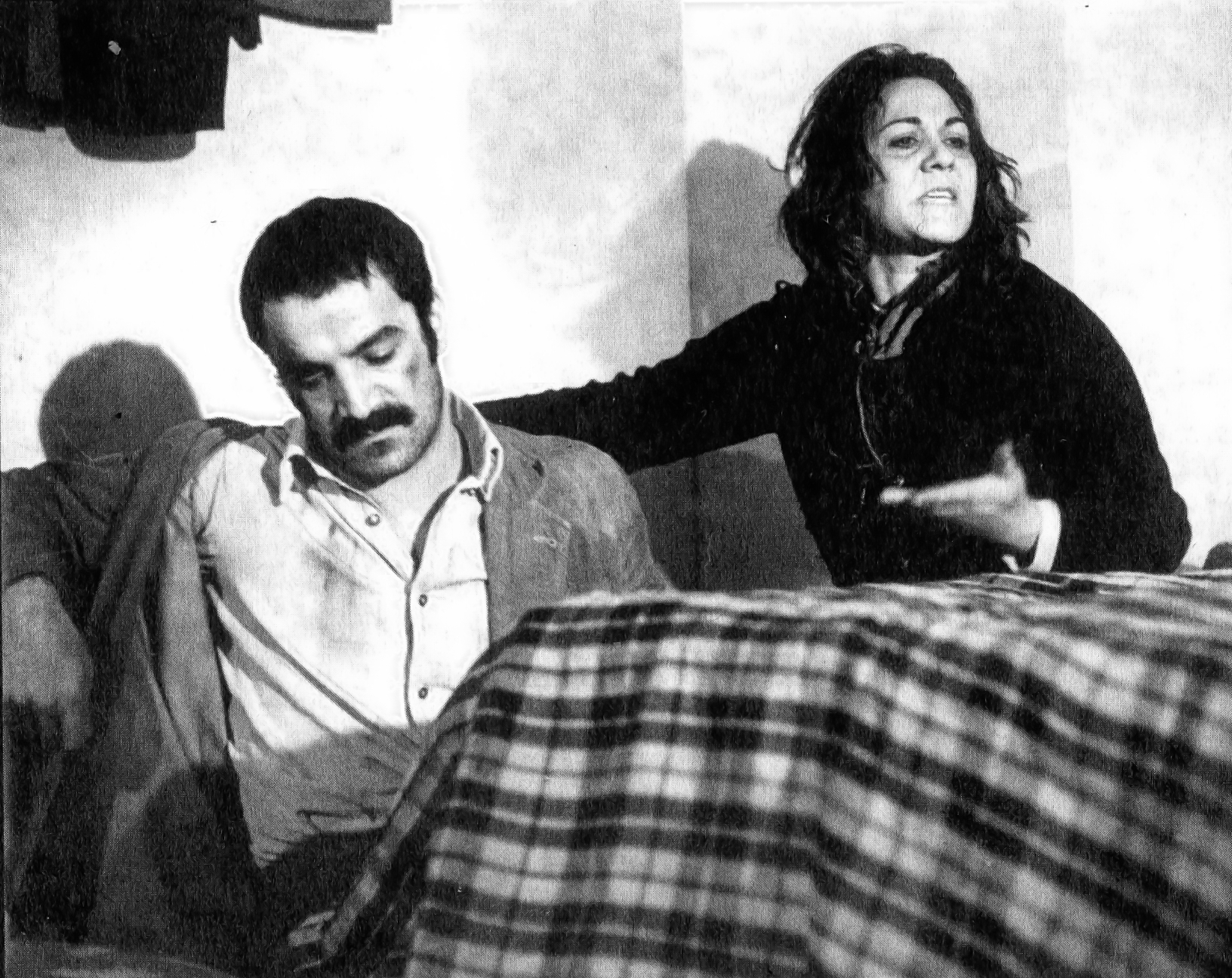
Said Rad et Mehri Vahdadian dans Tangna, réalisé par Amir Naderi en 1976.

Bien que partageant des caractères du cinéma européen (le cinéma néo-réaliste italien, par exemple), l'existence d'un langage cinématographique iranien spécifique est indéniable, introduisant de la poésie dans la vie quotidienne et proposant des personnages ordinaires dans un nouveau style, effaçant les frontières entre réalité et fiction. De plus, les cinéastes iraniens expriment leur contestation avec beaucoup de finesse, en multipliant les niveaux d'interprétation. Dans Reza motori (« Reza le motard ») par exemple, Behrouz Vossoughi joue le rôle d'un fou évadé d'un asile et qui se fait passer pour un intellectuel qui lui ressemble. Pour Martin et Takmil Homayoun, cette histoire met en évidence « le malaise et l’incapacité de la société à fonctionner dans un pays où le modernisme est censé naître des cendres du passé ».
Le nouveau langage cinématographique iranien et son approche unique ont incité des réalisateurs européens à imiter ce style. Le film récompensé de Michael Winterbottom, In This World, est l'hommage le plus notable au cinéma contemporain iranien. D'après Rose Issa, « ce langage esthétique, humaniste nouveau, déterminé par l'identité nationale et individuelle du réalisateur, plus que les forces de la globalisation, ont un fort pouvoir de dialogue, non seulement sur son lieu de réalisation mais dans le monde entier ».
Selon Shahin Parhami, le cinéma iranien après les années 1990 est un produit de la tradition cinématographique du Cinemay-e motefavet.

## Films documentaires

### Cinéma de cour et premiers documentaires
Avant 1914, la plupart des documentaires iraniens sont commandés et regardés par la famille régnante, les Qajar, et les hautes classes de la société. Ces documentaires, qui n'ont pas été conservés, étaient apparemment techniquement primitifs : des images d'actualité et des spectacles. Les informations sur les documentaires de cette époque sont peu nombreuses. Les premiers documentaires tournés par Akkās Bāshi, le photographe en chef de la cour, portent sur des processions religieuses ou sur les lions du zoo de Farahābād à Téhéran. Ces films, ainsi que des montages de films d'actualités russes ou français sont présentés par Akkas Bashi à la cour lors d'occasions festives comme les naissances, les circoncisions ou les mariages. Akkas Bashi créé ainsi une forme de cinéma privé en Iran.
Les documentaires projetés en public après l'ouverture du premier cinéma iranien en 1904 sont pour la plupart des films importés de France et de Russie. Après la Première Guerre mondiale, la production de documentaires par des iraniens connaît un nouveau développement avec les films de Khan Baba Mo'tazedi, qui renseigne sur la situation politique de l'époque, entre chute des Qajar et avènement de Reza Pahlavi : Reza Shāh dar Majles-e Mo'assesān (« Reza Shah à l'Assemblée constitutionnelle ») en 1925 ; Tājgozari-e Reza Shāh dar Kākh-e Golestān (« Couronnement de Reza Shah au Palais du Golestan ») et Eftetāh-e Majles-e Surāh-ye Melli en 1926 ; Eftetāh-e rāh-e āhan-e shomāl et Eftetāh-e Bānk-e Melli-e Irān en 1927 ; Marāsem-e asb davānihā-ye Tehrān en 1936 et Eftetāh-e Rādio Tehrān en 1940. C'est principalement avec les efforts de Mo'tazedi que le public des documentaires iraniens s'étend de la cour royale à la « rue ». Cependant, les documentaires tournés à cette époque n'ont pas encore pour sujet des personnages ordinaires, mais restent sous le patronage de l'État. Le cinéma documentaire local ne se développe par car le marché local du documentaire est peu développé et encouragé : les droits d'importation sont très élevés, la pression sociale contre le cinéma est forte et la population, encore en grande partie illettrée, ne peut accéder au sous-titrage en persan des films étrangers. La faible audience impose aux producteurs de documentaires de chercher de l'aide auprès de l'État, qui, en retour oriente le choix des sujets des réalisateurs, ce qui décourage certains spectateurs.
Les premiers documentaires sonores étrangers sont projetés dès les années 1930 (produits par Paramount, Metro, Movietone, Universum Film Aktiengesellschaft et Pathé notamment). Le premier documentaire sonore en persan est Safar-e ra'is al-wozarā' (« Le voyage du premier ministre »), présentant une entrevue entre le premier ministre iranien Mohammad Ali Foroughi et Mustafa Kemal Atatürk en 1932. À partir de 1935, Ebrahim Moradi, un autre pionnier du cinéma iranien, projette des films éducatifs aux étudiants de Dar-ol-Fonoun avec le soutien du ministère de l'éducation.
Le 15 janvier 1936, le gouvernement adopte une série de lois et règlements visant à encourager la production de films documentaires. Tous les cinémas « de première classe » doivent obligatoirement projeter des films d'actualité et des courts-métrages de nature éducative, géographique, industrielle ou sportive avant chaque film de fiction. Les cinémas « de seconde classe » doivent seulement présenter des films d'actualité.

### La Seconde Guerre mondiale et ses conséquences sur les films documentaires iraniens

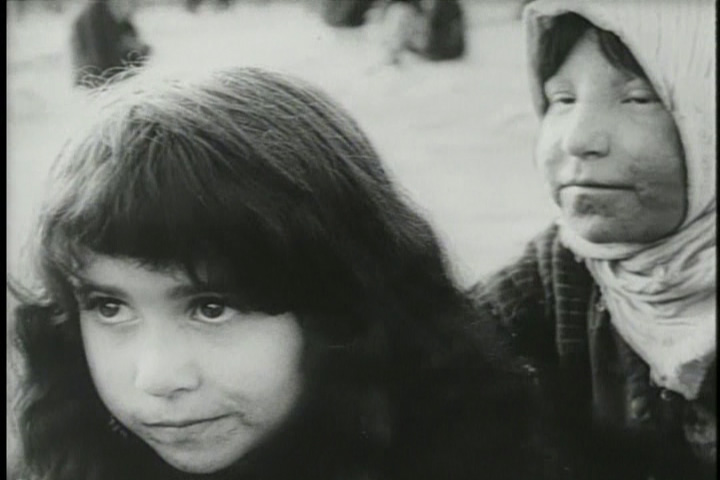
Images du film Khāneh siyāh ast (« La maison est noire »), un documentaire sur les lépreux de la poétesse Furough Farrokhzad, 1962.

Pendant les années 1940, peu de films documentaires sont tournés en Iran. Quelques films peuvent néanmoins être distingués, comme un film sur le ski tourné en 1945 par Ebrahim Mo'tamedi ou ceux d'Abdul Qasem Rezā'i : Manāzer-e Tehrān (« Vues de Téhéran », 1947), Qosur-e Saltanati (« Palais royaux », 1947) et Qesmat-i az zendegāni-e khosusi-e Shāhanshāh va 'Olya Hazrat Maleka (« Scènes de la vie privée du Roi des Rois et de sa majesté la reine », 1947).
Vers la fin de 1940 se crée une nouvelle organisation destinée à la production de documentaires : Estudio Artesh (« Studio des forces armées »). Sous la direction du Capitaine Golsorkhi et du lieutenant Khaliqi, des films de propagande sont réalisés. Plusieurs sont projetés dans des cinémas publics comme celui concernant le transfert du corps de Reza Shah d'Égypte en Iran ou l'arrivée de Mohammad Reza Pahlavi à Tabriz après la chute du gouvernement populaire d'Azerbaïdjan en 1946.
À part ces quelques films produits par des iraniens, la plupart des documentaires de cette période sont des documentaires d'actualité à propos de la guerre et produits à l'étranger. Les documentaires britanniques et allemands sont les plus répandus à cette époque, dans la mesure où les alliés et les forces de l'Axe filment leurs activités de guerre. Les documentaires d'origine allemande ont été projetés jusqu'à l'invasion du pays par les alliés en 1941 ; le fait que ces documentaires contiennent des passages filmés en Iran et en persan les a rendus populaires.
À partir de 1954 commence une nouvelle période dans l'histoire des documentaires iraniens, une phase qui reflète les conditions politiques de l'époque. En effet, le 8 juillet 1954, un nouveau produit est lancé en Iran, après la baisse d'intérêt pour les documentaires qui suit la guerre. Ce nouveau produit est Akhbar-e Irān (« Nouvelles d'Iran »), des documentaires hebdomadaires produits par l'USIA (United States Information Agency) en persan et dont certaines scènes sont tournées en Iran. Le service d'information des États-Unis (United States Information Service), par l'intermédiaire de l'USIA, sa branche en Iran, fournit gratuitement des documentaires aux cinémas iraniens, qui sont projetés à des villageois et à des enfants par ses propres cinémas itinérants. 402 installations sont mises en place entre 1954 et 1964 (année au cours de laquelle s'arrête ce service). Les sujets traités par ces documentaires sont en rapport avec les projets financés par les américains en Iran, dans le cadre d'un programme d'aide économique et technique connu sous le nom de « Point Quatre » ('asl-e chāhār). La production des documentaires est alors supervisée par un officier américain, et les iraniens se chargent surtout du montage, ce qui permet aux techniciens iraniens d'acquérir de l'expérience.

### Développement fortement institutionnalisé du genre documentaire
L'existence du programme Akhbar-e Irān et l'aide américaine donne naissance à un style particulier dans l'histoire du documentaire iranien, le « documentaire officiel ». Entre 1951 et 1959, un contrat est passé avec une équipe de l'université de Syracuse afin de faire produire vingt-deux documentaires traitant de géographie, de nutrition, de santé et de méthodes agricoles en persan. Pendant cette période, l'équipe américaine forme des iraniens à la production de documentaires et aide à mettre en place des installations (studios d'enregistrement, laboratoires) permettant de produire ce type de film. Ce contrat permettra également de créer des formations aux métiers du cinéma à la Faculté des Beaux-Arts de l'université de Téhéran.
Entre 1959 et 1964, la faculté des Beaux-Arts produit en moyenne entre quinze et vingt-cinq documentaires et films de propagande par an. Certains sont projetés dans les ambassades iraniennes à l'étranger. À partir de 1959, la faculté des Beaux-Arts commence à produire une série de documentaires d'actualité appelés Akhbar, reprenant le principe de Akhbar-e Irān et destiné à glorifier la personne du Chah Mohammad Reza Pahlavi. La collaboration des américains et des iraniens a donné naissance à un style de documentaires officiel caractérisé par : la glorification du Shah, le soutien de l'idéologie, de la politique et des mesures mises en place par l'État iranien et la justification de l'engagement des États-Unis en Iran.
Le cinéma documentaire est institutionnalisé à partir des années 1960 : les réalisateurs formés par leur expérience avec le USIS trouvent leur place au sein de l'industrie du cinéma iranien —en tant que réalisateurs, producteurs ou professeurs de cinéma— et la production de films documentaires est encadrée par deux administrations : le ministère de la culture et de l'art (Wezārat-e farhang o honar) et la Radio et télévision nationale iranienne (Rādio va televizion-e Melli-e Irān). D'autres administrations ont également marginalement produit des documentaires. L'institutionnalisation de la production de documentaires permet au régime de Mohammad Reza Pahlavi de poursuivre des objectifs de promotion de ses projets de développement et de propagande. Le premier film iranien présenté au Festival de Cannes et le court-métrage Cyrus le Grand, réalisé par Féri Farzaneh au Musée du Louvre et sorti en 1961.
Selon Hamid Naficy, les documentaires produits à cette période peuvent être classés en plusieurs genres : 
- le documentaire institutionnel, comme ceux réalisés pour présenter les progrès réalisés grâce à l'exploitation des ressources pétrolières, sponsorisés par la National Iranian Oil Company ; ou les documentaires célébrant les réalisations de la dynastie Pahlavi à l'occasion de son cinquantième anniversaire (1975). Ces documentaires sont projetés sur une base hebdomadaire à la télévision, ce qui montre l'énormité du projet ;
- le documentaire artistique, comme ceux traitant de l'histoire, des arts ou artisanats iraniens sponsorisés par le ministère de la culture et de l'art. On peut par exemple citer Esfahān, de Mohammadqoli Sattar (1957) ou Miniatorhā-ye Irāni (« Miniatures iraniennes ») de Mostafā Farzāna (1958) ;
- Les documentaires ethnographiques, qui traitent le plus souvent d'institutions religieuses musulmanes et de rituels. Nasser Taqvai réalise ainsi Bād-e jenn en 1970, un documentaire sur les rituels de possession et d'exorcisme pratiqués sur les côtes du Golfe Persique ou Arba'in sur les processions du 40e jour après l'Ashura. Gholamhossein Taheridust réalise Balut en 1973, où il présente l'usage traditionnel qui est fait des glands par des nomades d'une région des monts Zagros ;
- les documentaires sur les problèmes sociaux, qui sont réalisés après les soulèvements après la révolution blanche. Kamran Shirdel réalise ainsi Qaleh (« La citadelle ») en 1966, un documentaire sur la prostitution dans le quartier chaud de Téhéran de l'époque, Shahr-e No. Ce type de documentaire viole quelque peu les principes du documentaire officiel, et n'est donc pas forcément autorisé à la projection au public par les censeurs ;
- les documentaires d'avant-garde, qui introduisent dans les films sur les problèmes sociaux des expériences sur la forme et la structure, généralement pour contourner la censure. Ces films sont peu nombreux et ont relativement peu atteint le public, à part pour des festivals du film. Parviz Kimiavi tourne par exemple un court-métrage, P mesl-e Pelikān (« P comme Pélican ») en 1972 et un long métrage, Bāgh-e Sangi (« Le jardin de pierres ») en 1976. Le film Ān shab ke bārun āmad, tourné en 1967 par Shirdel, ne sera projeté que dans des festivals, à partir de 1975.

### Période post-révolutionnaire
La période révolutionnaire, entre 1978 et 1981 donne lieu à la production de films au sujet des évènements d'actualité. Les films ne sont pas analytiques et proposent plutôt une synthèse d'images ou documents autour d'un même sujet (les évènements de la révolution iranienne, la crise iranienne des otages, la guerre avec l'Irak).
Les administrations iraniennes, et en premier lieu le ministère de la culture et de l'orientation islamique, qui remplace le ministère de la culture et de l'art, soutiennent des documentaires traitant de la genèse, des évènements et des suites de la révolution. Certains cinéastes réalisent ainsi des films dans la période post-révolutionnaire, avec des fonds fournis par l'État, comme Jostoju (« Recherche »), tourné par Amir Naderi en 1980 ou Kudak o Este'mār (« Enfant et colonialisme »), tourné par Mohammad Reza Aslani en 1981.
Pendant une courte période se terminant à la révolution culturelle, les groupes d'opposition (moudjahiddines du peuple, Fedayin, groupes d'opposition kurdes) filment leurs activités politiques ou violentes. Les Fedayin produisent même des documentaires en montant des films tournés au Viêt Nam, en URSS ou en Europe de l’Est et des films iraniens.
Après la révolution culturelle, l'État ayant supprimé toute opposition, un mouvement de cinéma documentaire officiel islamique commence à émerger. Diverses institutions sont responsables de production documentaire : le ministère de la culture et de l'orientation islamique, la fondation des déshérités, la campagne de reconstruction (Jihad-e Sāzandegi), le corps des Basij et la fondation Farabi. La Guerre Iran-Irak donnera lieu à la constitution d'un groupe de cinéastes appelés Chehel Shāhed (« les quarante témoins »), qui est une unité des Basij chargée de filmer les évènements du front.

## Industrie du film en Iran

### Naissance et développement du secteur cinématographique
En Iran, le cinéma a quasiment remplacé toutes les formes de divertissements de masse après une dizaine d'années pour des raisons politiques, économiques ou culturelles. À l'origine, le cinéma était un divertissement pour les classes aisées de la population. Après 1904-1905 et l'ouverture de la première salle de cinéma publique à Téhéran, le gouvernement iranien a fait en sorte que les prix des tickets restent bas pour que toute la population puisse profiter de ce divertissement. À partir de 1920, le nombre de salles commence à augmenter, à la fois à Téhéran et en province.
Après le couronnement de Reza Shah en 1926, les conditions sociales et politiques ne favorisent pas la croissance de l'industrie cinématographique en Iran. Les religieux essaient d'imposer leurs vues conservatrices et une pression sociale s'exerce contre la projection de films en public. En 1932, il y a huit salles à Téhéran et quelques-unes en province.
L'industrie du cinéma iranien n'est pas très active jusqu'en 1945, et la majorité des films projetés sont des films étrangers. En 1941, sur les 250 films projetés en Iran, 60 % sont des films américains, 20 % des films allemands, 5 % des films français et 5 % des films originaires d'URSS. En 1950, les chiffres montrent une forte croissance de l'industrie cinématographique. Il existe 80 salles en Iran, dont 20 à ciel ouvert. L'audience annuelle totale est d'environ 9 millions de spectateurs, pour une population de presque 17 millions d'habitants. Pour cette même année 1950, 450 films sont projetés, originaires à 85 % des États-Unis, le reste se partageant entre la Grande-Bretagne, l'Égypte, la France, l'Italie, l'Inde, l'URSS et l'Iran. Entre 1950 et 1955, cinquante-huit films sont produits en Iran. En 1958, il existe vingt-deux entreprises produisant des films de fiction pour des budgets moyens de cinq millions de rials par film. Le nombre de longs métrages de fiction produits annuellement en Iran passe de vingt-cinq en 1959 à cinquante-cinq en 1966 puis quatre-vingt en 1971 et baisse à soixante et un en 1976. Le nombre de producteurs triple entre 1950 et 1970, passant de vingt-deux à soixante-sept. Le coût de production des films augmente pendant la période 1966-1976, alors que l'économie iranienne est inflationniste. Le nombre de cinémas dans le pays a également beaucoup augmenté après la Seconde Guerre mondiale : de 142 en 1959 à 453 en 1975 (dont plus d'une centaine à Téhéran). En 1974, 473 films sont projetés en Iran, dont 30 % d'origine américaine, 13 % originaires d'Iran, 12 % de Hong-Kong, le reste se répartissant à moins de 10 % de parts de marché chacun entre la France, l'Inde, Grande-Bretagne, le Japon, la Turquie et l'URSS.
|                                                                                       | \| \| 1966 \| 1971 \| 1976 \| \| ------------------------------------------------------------------------------------- \| ---- \| ---- \| ---- \| \| Nombre de producteurs \| 40 \| 67 \| 40 \| \| Nombre de fictions \| 53 \| 80 \| 61 \| \| Coût moyen, N&Ba \| 4,5 \| 6,5 \| 8,5 \| \| Coût moyen, couleura \| 6 \| 8,5 \| 12 \| \| Dépenses totalesa \| 247 \| 546 \| 547 \| \| a : en millions de rials Source : « Cinema in Persia », Encyclopaedia Iranica, p. 570 \| \| \| \| |      |      |
|                                                                                       | 1966 | 1971 | 1976 |
| Nombre de producteurs                                                                 | 40 | 67   | 40   |
| Nombre de fictions                                                                    | 53 | 80   | 61   |
| Coût moyen, N&Ba                                                                      | 4,5 | 6,5  | 8,5  |
| Coût moyen, couleura                                                                  | 6 | 8,5  | 12   |
| Dépenses totalesa                                                                     | 247 | 546  | 547  |
| a : en millions de rials Source : « Cinema in Persia », Encyclopaedia Iranica, p. 570 | |      |      |

Dans les années 1970, l'industrie cinématographique iranienne commence à exporter ses productions. En 1975, 83 films iraniens sont distribués en Afghanistan, quarante-deux à Dubaï, deux en URSS et un aux États-Unis.

### Importation et doublage des films étrangers
L'importation des films étrangers, et plus particulièrement leur doublage en persan a permis, d'une certaine manière, d'améliorer la qualité des films iraniens. En effet, différents systèmes ont été expérimentés par les doubleurs iraniens : sous-titrage, bande magnétique sonore de 17½ mm sur des films composites de 35 mm, son stéréo, etc.
Dans les premiers temps du cinéma en Iran, les distributeurs de films importent des films de l'étranger, particulièrement depuis les États-Unis, la France, l'Allemagne et la Russie. En effet, il n'y a que peu de films de fiction produits en Iran, et la satisfaction de ce marché nécessite donc le recours à l'importation. 
| Pays d'origine                                                            | 1928 | 1929 | 1930 |
| ------------------------------------------------------------------------- | ---- | ---- | ---- |
| États-Unis                                                                | 133  | 227  | 145  |
| France                                                                    | 100  | 110  | 94   |
| Allemagne                                                                 | 30   | 47   | 60   |
| Russie                                                                    | 32   | 57   | 42   |
| Autres pays                                                               | 10   | 19   | 6    |
| Total                                                                     | 305  | 460  | 347  |
| Source : [A brief Critical history of Iranian feature film (1896 - 1975)] |      |      |      |

Le premier studio de doublage est créé en 1943 par des techniciens et des financiers sous le nom de Iran-No Film. Pendant la guerre, des iraniens réalisent que certains films européens de « série B » pourraient être doublés en Europe, où les équipements étaient moins onéreux. Ces films étaient destinés à être ensuite distribués en Iran, où ils pourraient faire concurrence aux films américains d'Hollywood. Esmail Kushan tente le premier cette expérience avec un film français, intitulé Dokhtar-e Farāri pour le marché iranien (Premier Rendez-vous, avec Danielle Darrieux) et avec Dokhtar-e Kowli, un film espagnol. Kushan connaît un succès au box-office, avec respectivement vingt millions de rials (625 000 USD) et quinze millions de rials (468 750 USD) de revenus.
Ce premier succès commercial motive d'autres entrepreneurs, et des studios de doublage voient le jour à Téhéran.

### Une industrie du film qui survit à l'islamisation de l'économie
Pendant les deux années qui précèdent la révolution de 1979, environ 250 cinémas sont brûlés ou fermés. Le nombre de salles de cinéma en Iran passe de 453 en 1975 à 198 en 1979. À partir de février 1979, ce sont les films en provenance des pays socialistes qui dominent sur les écrans iraniens pour des raisons politiques et économiques (ces films coûtent moins cher). La censure et les conditions des années qui suivent la révolution sont très contraignantes pour l'industrie du cinéma en Iran. Entre 1978 et 1980, l'exploitation cinématographique essaie de poursuivre son activité, majoritairement avec des films importés avant que ceux-ci ne soit sévèrement censurés. À partir de 1982 et de la création du ministère de la Culture et de l'Orientation islamique, l'État exprime la volonté de conserver une production nationale, en conduisant une politique publique favorable à un genre national, un cinéma « pur et débarrassé de toute vulgarité et de tout lien à l'occident ». En 1983, la fondation du cinéma Farabi (Bonyād-e sinemā'i-e Fārābi) est chargée de l'importation des films étrangers et de la production et de l'export des films iraniens. La fondation des déshérités (Bonyad-e Mostazafen), obtient la gestion de 137 salles dans le pays.
Pendant les premières années de la révolution, certains cinémas sont scindés pour accueillir d'un côté les hommes seuls et de l'autre les hommes accompagnés par leur famille. En 1986, il y a 247 cinémas en Iran, dont soixante-huit à Téhéran, pour un total de 156 000 places.
Après la révolution, le cinéma est moins populaire que pendant la période du Shah ; ce qu'Hamid Naficy explique par plusieurs facteurs : la baisse du nombre de salles de cinéma en Iran ; leur localisation, leur état et l'état des systèmes de projection ; la qualité des films et la censure. De plus, le cinéma subit la concurrence de la vidéo, puis des récepteurs satellites.
Production de films en Iran 1995 - 2004
Source : Tendances du marché mondial du film. Focus 2006, Observatoire européen de l'audiovisuel, p. 56.

### Rôle de l'État et politique publique du cinéma

#### Politique de soutien à la filière cinématographique
À l'époque Pahlavi, l'État intervient assez peu dans le secteur cinématographique en dehors de la censure. En effet, l'intervention de l'État reste limitée aux politiques de taxation et de règlementation des salles, ainsi qu'à la production de films dans deux institutions publiques : la Radio-Télévision Nationale Iranienne (devenue IRIB après 1979) et le Kanun (l'institut pour le développement intellectuel des enfants et des jeunes adultes). À cette époque, plusieurs structures du Ministère de la culture et de l'art (Vezarat-e Farhang o honar) sont dévolues au cinéma : l'administration générale des affaires cinématographiques et l'administration générale des activités audio-visuelles.
Pendant les premières années suivant la révolution iranienne, la situation est trop incertaine pour pouvoir donner lieu à une politique publique à l'égard du cinéma. Ce n'est qu'avec la normalisation des pratiques institutionnelles dans la république islamique, et plus particulièrement avec la création du Ministère de la Culture et de l'Orientation Islamique (MCOI, en 1982) que se met en place une politique publique du cinéma dans la république islamique d'Iran.
C'est Mohammad Khatami qui, le premier, tente de stimuler la production culturelle en Iran, grâce aux moyens dont il dispose à la tête du MCOI de 1982 à 1992. Il met en place un plan triennal (1983-1986) destiné à relancer la production cinématographique et à soutenir la diffusion. Les institutions publiques iraniennes exécutent donc l'objectif de Khomeini visant à faire du cinéma iranien un instrument idéologique. Différentes mesures de promotion sont donc adoptées dans ce plan triennal : taxations pour les films étrangers visant à protéger les films iraniens ; réorganisation de la distribution des films iraniens ; subvention concernant le matériel de tournage.

#### Institutions liées au cinéma après 1979
La première des institutions d'État chargée de stimuler le cinéma iranien est le MCOI, créé en 1982. Dans la foulée est créé le festival du Film Fajr pour valoriser le cinéma révolutionnaire iranien. Les institutions liées au cinéma ont été créées, pour la plupart, par le plan triennal du MCOI. Leur objectif est de favoriser la relance de la production cinématographique en accord avec les normes islamiques, et aussi de favoriser l'émergence de réalisateurs partisans du régime.
Les institutions publiques chargées du cinéma dans l'Iran d'après 1979 reflètent la dualité des pouvoirs au sein de la république islamique. En effet, les pouvoirs sont partagés entre les institutions dépendant du président de la république (pour le cinéma, ce sont les institutions dépendant du MCOI), et celles dépendant du guide de la république islamique.

##### Institutions étatiques
Le plan triennal du MCOI prévoit la création de plusieurs institutions liées de près ou de loin au secteur cinématographique. La fondation du cinéma Farabi, créée en 1983, est la plus importante des organisations dépendant du MCOI. Elle occupe une place prépondérante dans le cinéma iranien jusque dans les années 1990, devenant même le plus gros producteur de films sur la même période. Cette fondation gère du matériel, alloue des subventions et possède le monopole sur l'import et l'export des films. Les autres institutions dépendant du MCOI sont la Cinémathèque iranienne, le festival du film Fajr et les départements de productions de film d'autres ministères (Santé, Agriculture…). Une autre institution de production est à signaler : l'Institut du cinéma expérimental, qui favorise les recherches formelles de la jeune génération de réalisateurs.
Les institutions dépendant du Guide ont des missions particulières qui méritent également d'être signalées. L'Organisation de la propagande islamique (OPI) est chargée de missions dans différents domaines (forces de l'ordre, relations avec l'étranger, culture, art, édition, enseignement). Les films produits par cette institution ne sont pas soumis à la censure, car l'OPI dispose de son propre système de contrôle cinématographique. Le centre artistique de l'OPI, bénéficiant d'une certaine autonomie, a été un acteur important de l'industrie du cinéma en Iran jusque dans les années 1990. Entre 1980 et 1998, le centre artistique permettra la production de cinquante longs métrages et de quatre cents courts métrages. Au cours des années 1980, cette institution produit majoritairement des films de guerre ou des films à caractère politique et idéologique. Les quatre premiers longs métrages de Mohsen Makhmalbaf, produits par ce centre (Le refuge, Le repenti de Nasu, Deux yeux sans vue et Boycott), reflètent la ligne idéologique suivie à l'époque par l'institution : les films définissent les « ennemis de l'intérieur ». Après les années 1990, les films produits par l'OPI évoquent plus largement les difficultés sociales rencontrées par les iraniens. La politique de cette institution s'oriente alors vers un cinéma populaire, commercial et permettant de toucher la jeunesse.
La télévision iranienne (Islamic Republic of Iran Broadcasting) est un autre acteur du secteur cinématographique en Iran dépendant du guide. L'IRIB n'est pas une maison de production de films, mais c'est la société Simā Films, une de ses filiales, qui produit des fictions alimentant la programmation des chaînes de l'IRIB. Les films produits sont plutôt des comédies ou des drames sociaux.

##### Fondations religieuses et institutions privées
Les fondations religieuses font partie intégrante du système institutionnel iranien et sont actives dans de nombreux domaines de la vie économique et sociale du pays. Elles sont traditionnellement gérées par des religieux et ont des objectifs non lucratifs, d'intérêt général.
La fondation des déshérités (Bonyad-e Mostazafen), gère, pendant quelques années après la révolution, les sociétés de production privées et les salles de cinéma confisquées au moment de la révolution. Au cours des années 1980, l'objectif de la fondation est de produire six à huit films « artistico-commerciaux » et deux films « artistico-culturels ».
La Fondation des martyrs (Bonyād-e Shahid), créée en 1980 pour aider les familles des morts de la révolution puis celles des morts de la guerre contre l'Irak, a une place assez limitée dans le secteur cinématographique. La fondation produit environ cinq fictions par an, destinées à la télévision, et parfois projetées en salle. Les sujets sont souvent liés à la guerre ou au retour de la guerre.
Le Kanun, relativement indépendant, est une institution artistique dynamique qui a survécu à la révolution islamique. Des réalisateurs « intellectuels » ont continué à travailler pour cette institution après la révolution, et les premiers films iraniens sélectionnés à l'étranger sont issus de cette institution, comme Le coureur de Amir Naderi (1985), Où est la maison de mon ami d'Abbas Kiarostami (1987), La clef d'Ebrahim Forouzesh (1987) ou encore Bashu, le petit étranger de Bahram Beyzai (1989).

#### Réglementation

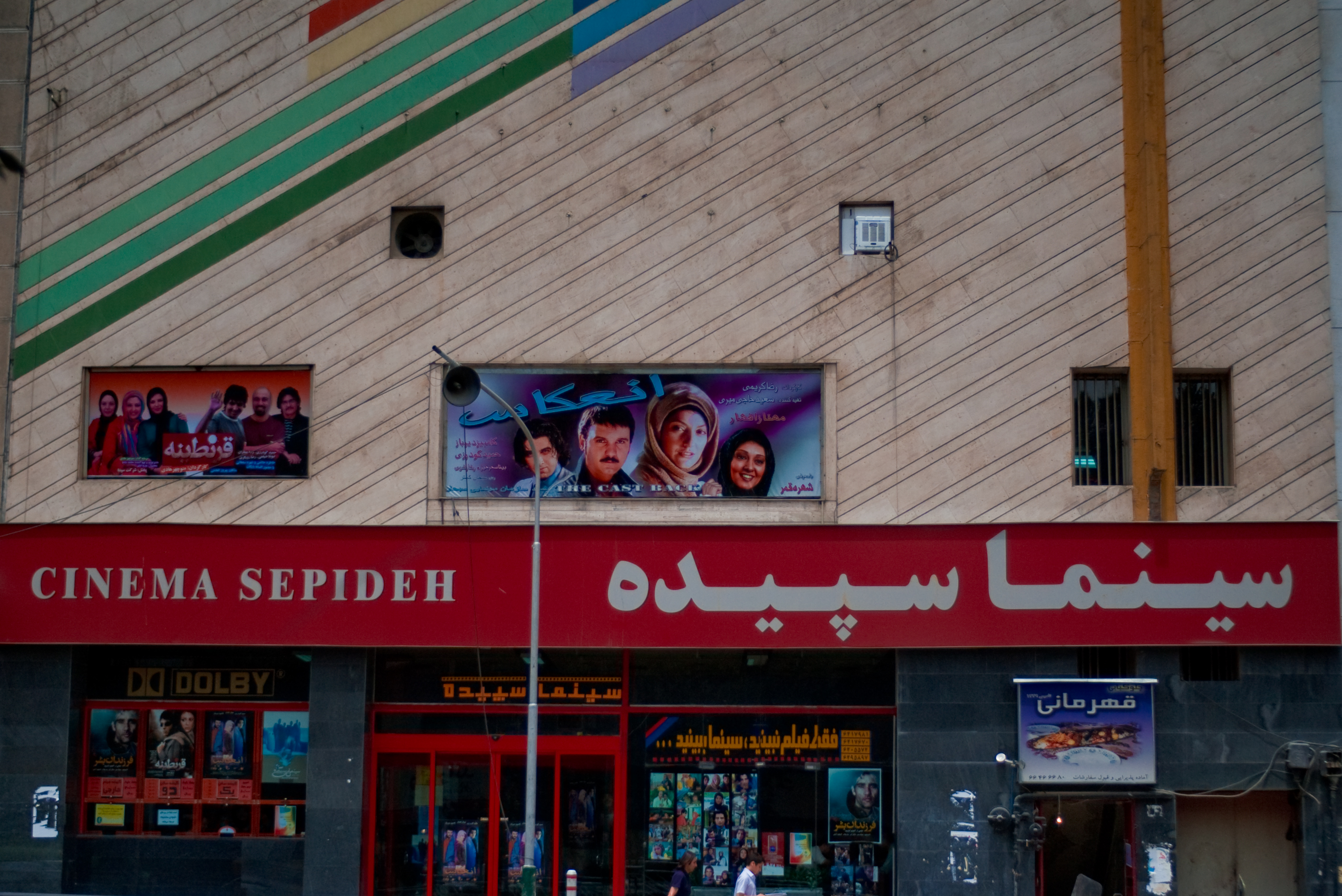
Cinéma Sepideh, avenue Enghelāb, à Téhéran.

En plus du soutien à la production cinématographique, la république islamique d'Iran met en place une série de mesures réglementant ce secteur culturel.
Un producteur de film doit être titulaire d'une carte professionnelle délivrée par le MCOI. Depuis 1992, les producteurs doivent obtenir une carte de la maison du cinéma, délivrée après l'examen du dossier du postulant. La production d'un film est, elle aussi, réglementée : le producteur remet son scénario au MCOI, qui autorise ou rejette le scénario, ou encore fait des coupures et des annotations ; le scénario est modifié jusqu'à l'accord. Comme le processus est long et incertain, certains producteurs déposent simultanément plusieurs scénari au MCOI. Le producteur doit ensuite communiquer la liste des acteurs et des techniciens, puis le choix des musiques, costumes, des exemples de grime, qui sont eux aussi soumis à accord.
Le producteur doit ensuite déposer un projet de budget détaillé au Bureau général de surveillance et de projection (dépendant du MCOI) avant de pouvoir commencer le tournage. Le tournage achevé, le film est monté, contrôlé et éventuellement coupé et réexaminé avant d'obtenir un visa de projection. Durant la production du film, le MCOI évalue qualitativement les œuvres (en attribuant les notes A, B, C ou D). L'évaluation finale du film conditionne le mode de distribution du film et l'avenir du producteur et du réalisateur.
Les distributeurs sont eux aussi évalués et contrôlés régulièrement par l'administration : le MCOI leur attribue un grade qui permet de savoir quels types de film ils pourront distribuer.
L'exploitation est un secteur lui aussi fortement réglementé. La note du film, attribuée par le Bureau général de surveillance et de projection, conditionne la durée de projection et la catégorie de salle de cinéma. Les films du groupe A sont projetés pendant quatre semaines, ceux du groupe B trois semaines et ceux du groupe C deux semaines. Les films du groupe D sont interdits. Les salles doivent avoir au minimum trois projections par jour et doivent afficher des photos de films et des affiches publicitaires des films à venir. Les salles de cinéma iraniennes sont classées en six catégories : en plus des catégories A, B, C et D, on trouve la catégorie « art et essai » et « cinéma de la jeunesse ». Le prix des billets de cinéma est fixé en fonction du groupe du film et du groupe de la salle. La fiscalité qui s'applique sur les tickets de cinéma est essentiellement la fiscalité municipale. C'est une commission de programmation dépendant du MCOI qui définit chaque année la politique et le calendrier des salles de cinéma. Pour Agnès Devictor, « l'intervention de l'État dans le choix de la période de projection est un moyen de freiner le succès d'un film, ou d'au contraire le favoriser »
Enfin, il existe des règlementations très détaillées concernant les salles de cinéma. À part les exigences de sécurité et de qualité, semblables à celles qu'on peut trouver en France, des règles particulières ont été mises en place comme celles qui sont relatives à la morale islamique. Au cours de chaque projection, une personne chargée du contrôle du comportement islamique est présente dans la salle de cinéma ; les salles de cinéma doivent disposer d'une salle de prière. Enfin, l'État interdit aux exploitants de changer de profession, ce qui permet de lutter contre la fermeture des salles.

### La critique
À ses débuts, le cinéma iranien reçoit peu d'échos dans la presse. Seuls Reza Kamal et Hosseingholi Golestan font paraître des articles dans Ettela'at, Iran ou d'autres quotidiens à la fin des années 1930. La première revue iranienne consacrée au cinéma est Hollywood à partir de 1943, qui ne s'intéresse qu'au cinéma américain.
Par la suite, le nombre de revues consacrées au cinéma iranien augmente, et des titres comme Peyk Cinema, Le monde du cinéma ou L'univers de l'art seront proposés au public à partir de 1951. Après la révolution iranienne, le monde de la critique de cinéma en Iran voit apparaitre les titres Film, Film international et Gozaresh-e Film.

## La censure dans le cinéma iranien

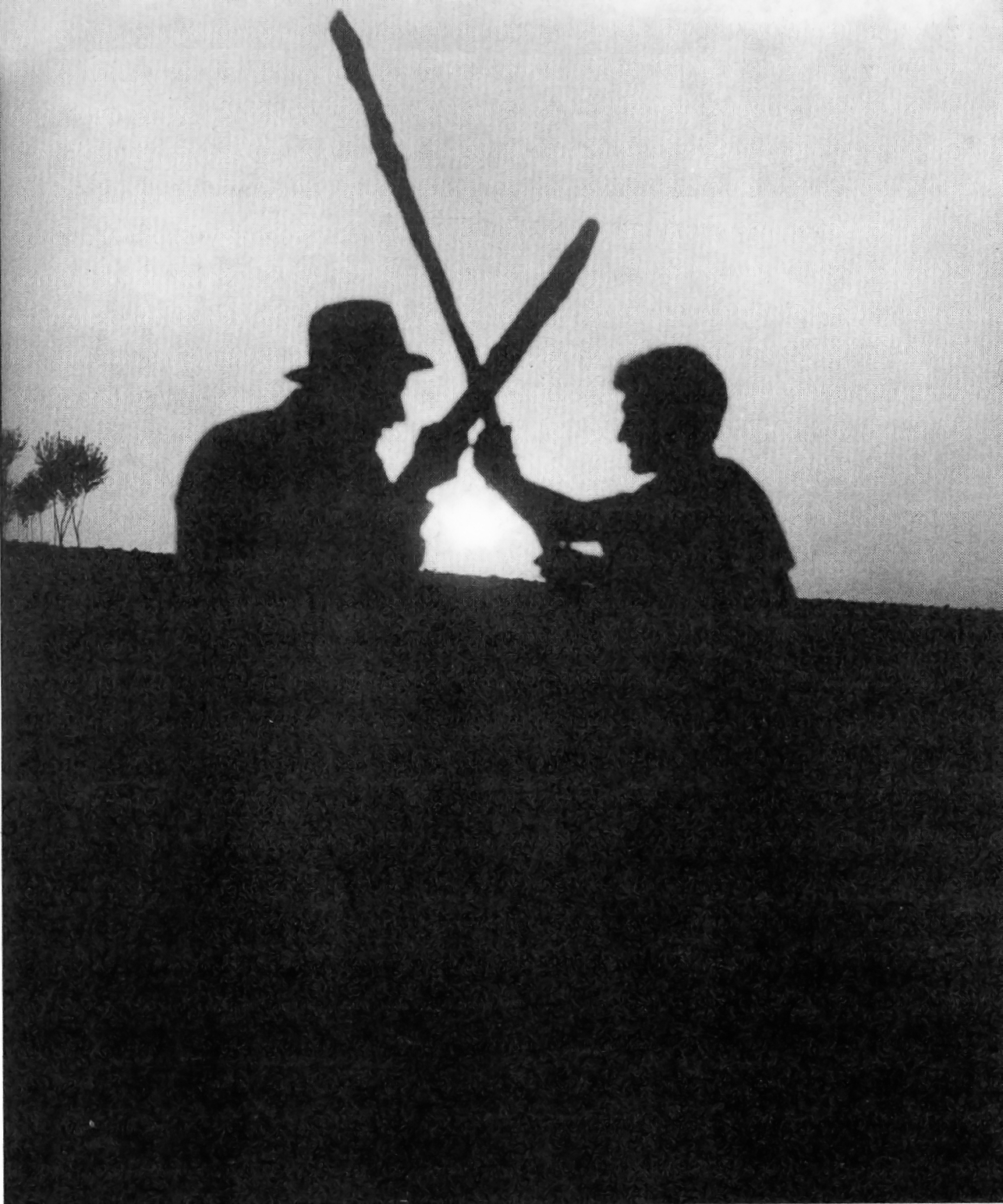
Zakaria Hashemi dans Jonub-e Shahr/Raqābat dar Shahr de Farrokh Ghaffari, 1958.

Depuis ses débuts, le cinéma iranien a été sujet à la censure, permettant de répondre aux objectifs des gouvernements, des religieux, de divers groupes professionnels ou des distributeurs. La première forme de censure a lieu dès le début des années 1900, quand les distributeurs demandent aux interprètes qui lisent les sous-titres des films étrangers en persan de modifier certains passages.

### Censure à l'époque Pahlavi
La première censure officielle remonte à 1930. Une ordonnance de la ville de Téhéran impose en effet à partir de cette année qu'un fonctionnaire de la ville visionne les films avant qu'ils soient diffusés.
En 1950, l'État crée une commission de projection (Komission-e namāyesh), dont le travail consiste à attribuer les licences de projection des films. Les films interdits sont ceux qui peuvent manquer de respect à la religion, la monarchie, le gouvernement, la loi et la morale ou l'unité nationale. En 1968, la commission de projection est placée sous l'autorité du ministère des arts et de la culture et change de nom pour devenir la Commission des arts dramatiques (Shurā-ye honarhā-ye nemāyeshi). La Commission des arts dramatiques adopte de nouvelles interdictions, comme celle de l'offense à pays étranger ami ou de nivellement par le bas des goûts du public.
Les films visés par la censure à l'époque du Shah sont ceux qui présentent un point de vue politique du régime Pahlavi ou qui traitent de tabous sociaux, comme l'adultère. Z, de Costa-Gavras est banni des cinémas iraniens pour son côté politique. Pour Les Professionnels, de Richard Brooks, la censure consiste à modifier les dialogues lors du doublage en persan pour transformer une femme infidèle en maîtresse. L'autre objet de l'attention des censeurs iraniens de l'époque Pahlavi est la critique qui peut être faite des administrations civiles et militaires dans les films iraniens ou étrangers. Parfois, les films sont modifiés par les distributeurs iraniens avant même d'être soumis à la commission de la censure.
La censure touche également les films iraniens. Les documentaires sont soumis à la censure malgré le fait qu'ils soient en partie produits grâce à une aide de l'État. De même, les longs métrages de fiction sont contrôlés. Le film Jonub-e shahr (« Le Sud de la ville », 1958), un mélodrame de Farrokh Ghaffari montrant la vie dans les bidonvilles du sud de Téhéran, sera autorisé en 1963 à condition d'être renommé Raqābat dar shahr (« Rivalité dans la ville »). Ce renommage permet de donner un titre qui soit lié à l'intrigue et non pas aux conditions sociales qui forment son cadre.
L'émergence du cinéma progressif (sinema-ye motefavet) après 1969 donnera lieu à un nouveau type de confrontation avec la censure. La génération de réalisateurs politiquement engagés se signale par des films dénonçant les conditions sociales et politiques en Iran.

### Censure révolutionnaire et influence sur la structure des films
Après la révolution iranienne de 1979, tous les permis de distribution accordés aux films nationaux et étrangers sont annulés et soumis à un réexamen ; seulement 10 % des films passent avec succès cette épreuve. Jusqu'en 1982, la situation du cinéma en Iran n'est pas très claire pour le nouvel État islamique. Seul le sujet de l'apparence des femmes dans les films est à peu près clair pour le régime : en conséquence, les femmes apparaissant dans les films produits en Iran doivent être voilées, et les actrices des films étrangers doivent correspondre à un certain nombre d'exigences strictes.
Après 1982, c'est le ministère de la culture et de l'orientation islamique qui est chargé de délivrer les permis aux salles, selon des règles assez semblables à celles qui existaient à l'époque du Shah, avec une attention particulière portée aux questions religieuses et aux orientations politiques du nouveau régime.
Dans les premières années, les textes de loi, flous, stipulent cependant que les films doivent être conforme à la « morale islamique ». La censure peut alors agir de manière discrétionnaire. Sous la pression du secteur cinématographique, les législateurs iraniens vont tenter de clarifier le sens de cette expression, pour aboutir en 1996 à une réglementation plus claire. Ce texte précise ce qu'est l'esprit islamique, précise les codes vestimentaires, de maquillage ou de coupes de cheveux acceptables. Le point le plus difficile pour les réalisateurs est que les relations entre hommes et femmes, représentés dans une sphère privée à l'écran, doivent aussi satisfaire aux normes islamiques applicables à l'espace public. Les sujets des films sont également soumis à la censure : l'adultère, la séduction, les relations sexuelles hors-mariage ne peuvent pas être traités à l'écran, à moins que ce ne soit pour condamner ces comportements.
L'interdiction de certains thèmes à l'écran se retrouve dans de nombreux pays au cours de l'histoire du cinéma. Selon Agnès Devictor, le code de censure iranien rappelle même par certains aspects l'ancien code Hays des États-Unis. Il apparait cependant que la règlementation de la censure iranienne a fortement modifié « la façon de faire et de voir des films. »
La censure et les interdits ont fortement influencé la structure des films produits depuis les débuts de la république islamique. La structure du film, les cadrages, les montages, les couleurs, etc., subissent l'influence de la « moralisation » du cinéma. Toutes les interdictions concernant l'image des femmes à l'écran ont conduit à mettre en valeur des fillettes, en reportant sur elles l'image de la femme. En général, l'attribution des premiers rôles à des enfants permet le contournement partiel de certains interdits concernant les adultes. Le montage est lui aussi concerné par la moralisation du cinéma, et oblige les réalisateurs à trouver des stratagèmes pour représenter certaines situations à l'écran.
Le respect de la morale islamique provoque certaines incohérences dans les films, comme le port du foulard dans l'espace privé. Certains réalisateurs essaient de limiter ces incohérences, mais d'autres n'y portent pas attention. On peut ainsi voir dans certains films des femmes dormant avec leur foulard.
Le cinéaste Rafi Pitts, auteur de The Hunter, s'est exprimé sur la façon de présenter un film à la censure iranienne. Il vit en exil depuis 2009.

## Cinéma en exil

### Des cinéastes en exil
Peu avant et juste après la révolution iranienne, des cinéastes, techniciens et acteurs quittent l'Iran pour continuer à travailler à l'étranger. 
- Parviz Sayyad part aux États-Unis et réalise Ferestādeh (« La mission ») en 1983 ;
- Behrouz Vossoughi part aussi aux États-Unis ;
- Parviz Kimiavi réalise des fictions pour la télévision française ;
- Amir Naderi s'installe aux États-Unis en 1988 ;
- Sohrab Shahid Saless vit en Allemagne de 1975 à 1990 avant de partir aux États-Unis.

Pour ceux qui sont restés en Iran, les conditions de travail peuvent être difficiles : certains réalisateurs ou acteurs sont par exemple bannis de l'industrie cinématographique sur la base d'accusations morales, un producteur est exécuté et un autre emprisonné pour leur foi Baha'ie ; la censure rejette la plupart des films.
Pour Haghighat, les cinéastes iraniens en exil sont un « phénomène relativement récent, qui peut réserver d'heureuses surprises pour l'avenir. »
Parmi les films d'exil, il y a Iranien (2014), un film franco-suisse de Mehran Tamadon.

### Documentaires
Une partie des images tournées pendant la révolution iranienne sera synthétisée sous forme de films documentaires par des iraniens vivant en exil. La plupart sont le fait d'étudiants en cinéma positionnés à la gauche de l'échiquier politique, qui étaient des opposants au Shah et des soutiens de la révolution. Certains films documentaires de ce type peuvent être cités : Jom'e-ye khunin (« Vendredi sanglant »), de Rafiq Pouya et Marcia Goodman (1979) ; Irān dar bohbuhhā-ye enqelāb (« L'Iran dans les affres de la révolution »), par l'association des étudiants iraniens (1979) et Tā enqelāb (« Jusqu'à la révolution »), de Mohammad Tehrani (1979). Le film documentaire le plus abouti techniquement à propos de la révolution est Iran. Inside the islamic republic (« Iran. À l'intérieur de la république islamique »), de Bijān Saliāni. Le réalisateur fait le récit des six mois qu'il a passé en Iran en 1978 et 1979. Ce documentaire sera même projeté par le Public Broadcasting System aux États-Unis.
Les cinéastes iraniens en exil ont également produit des films n'étant pas directement liés à la révolution. Ces documentaires sont cependant liés aux questions de migration et d'exil, comme ceux réalisés par Sohrab Shahid Saless, Farzan Nawab ou encore Houshang Moshiri durant les années 1980.

## Implication des femmes
Après les quelques cas isolés comme celui de Forough Farrokhzad dans les années 1960, l'Iran assiste à l'éclosion d'une génération de réalisatrices à partir de 1986. On peut citer à cet égard Tahmineh Milani (Afsanehā ou encore Do zan en 1995) ou Pouran Derakhshandeh (Mon pays, 1999).
Suivant la montée en puissance de la Nouvelle Vague iranienne, il y a des nombres records de diplômés des écoles de cinéma en Iran, et chaque année, plus de vingt réalisateurs font leurs premiers films, la plupart étant des femmes. Entre 1984 et 2004, il y a eu un plus grand pourcentage de femmes réalisatrices en Iran que dans la plupart des pays occidentaux.
La scénariste et réalisatrice iranienne Rakhshan Bani-Etemad est probablement la réalisatrice le plus connue en Iran et la plus prolifique : elle s'est positionnée comme la doyenne du cinéma iranien avec des documentaires et des films traitant de pathologies sociales (Rusari ābi, 1995 et Bānu-ye Ordibehesht, 1998). Une des réalisatrices les plus connues dans le pays aujourd'hui est Samira Makhmalbaf, qui a réalisé son premier film La Pomme à l'âge de 18 ans. Elle a gagné le Prix du jury du Festival de Cannes pour son film Le Tableau noir, à propos des épreuves de deux instituteurs itinérants du Kordestan. Les autres réalisatrices à avoir acquis une notoriété internationale sont : Niki Karimi, Mahin Oskouei, Hana Makhmalbaf, Sepideh Farsi, Maryam Keshavarz, Yassamin Maleknasr (en) et Sara Rastegar; ainsi que la productrice Zahra Dowlatabadi.
En plus des femmes impliquées dans l'écriture de scénarios et la réalisation, il existe de nombreuses actrices dont les styles et les talents ont attiré les critiques : Mahaya Petrosian, Shokouh Mahde-Olia, Leila Hatami (Prix de la meilleure actrice, Festival international du film de Locarno et festival mondial du film de Montréal (2002)), Taraneh Allidousti (Meilleure actrice, Festival du film de Locarno, août 2002), Pegah Ahangarani (Meilleure actrice, 23e festival du Caire), Azita Hajian (Simorgh de cristal de la meilleure actrice, 17e festival du film Fajr) et Shohreh Aghdashloo.
Pour Mamad Haghighat, l'arrivée des femmes « permet au cinéma de mieux prendre en compte le statut de la femme et sa situation spécifique dans la société iranienne ».

## Instituts de cinéma en Iran
Plusieurs instituts, publics ou privés, dispensent des formations à divers aspects de la réalisation de films.
Parmi les établissements les plus importants, on peut citer[réf. nécessaire] :
- Fondation Farabi Cinema
- Hedayat Film Co
- Sourehcinema
- Centre de production de documentaires et de films expérimentaux
- Filmiran,
- Film Kanan Iran Novin
- Film Boshra
- Film Bamdad
- Film TDH
- Hilaj Film
- Tgpco
- Karname
- Rasaneha
- AvinyFilm
- 7spfs
- Honar Aval

## Filmographie des œuvres citées
Cette filmographie récapitule les films cités dans l'article, avec les mentions (D) pour un film documentaire et (F) pour une fiction.

#### Ouvrages et articles ayant servi à la rédaction
- (fa) Abbas Baharlu, Filmshenākht-e Irān, vol. 1, 2005, 664 p. (ISBN 978-964-341-395-8 et 964-341-395-0)
- Mamad Haghighat et Frédéric Sabouraud, Histoire du cinéma iranien. 1900-1999, éditions de la Bibliothèque publique d'information, 1999, 247 p. (ISBN 978-2-84246-041-9)
- (en) Farrokh Gaffary, Jamsheed Akrami, Hamid Naficy, « Cinema in Persia », dans Encyclopædia Iranica (lire en ligne)
- Agnès Devictor, Politique du cinéma iranien : le cinéma iranien de l'âyatollâh Khomeyni au président Khâtami, CNRS, 2004, 310 p. (ISBN 978-2-271-06255-0)
- (en) Reza Talachian, A survey catalogue and brief critical history of Iranian feature film (1896-1975), Southern Illinois University (Thèse de Master of Arts in Public Visual Communications), 1980 (présentation en ligne)
- Agnès Devictor, « Une politique publique du cinéma : Le cas de la République islamique d'Iran », Politix, vol. 16, no 61,‎ 2003, p. 151-178 (lire en ligne)
- (en) Hamid Naficy, « Iranian cinema under the Islamic Republic », American Anthropologist, vol. 97, no 3,‎ septembre 1995, p. 549-558 (lire en ligne)
- (en) Ziba Mir-Hosseini, « Iranian Cinema : Art, Society and the State », Middle East Report, no 219,‎ été 2001, p. 26-29 (lire en ligne)

#### Autres ouvrages sur le sujet
- Hormuz Kéy, Le Cinéma iranien : l'image d'une société en bouillonnement, Karthala, 2000, 321 p. (ISBN 978-2-86537-961-3, lire en ligne)
- (en) Najmeh Khalili Mahani, « Women of Iranian Popular Cinema: Projection of Progress », Offscreen, vol. 10, no 7,‎ 31 juillet 2006 (lire en ligne)
- (en) Mariam Bassiri, « Women in the Iranian Cinema », Payam-e-Zan, vol. 9, no 8,‎ septembre-octobre 1997, p. 256-265 (lire en ligne)

### Documentaires
- Iran, une révolution cinématographique, de Nader Takmil Homayoun, Avenue B productions, 2006, 58 min.
- Stardust Stricken - Mohsen Makhmalbaf : a portrait, de Houshang Golmakani, 1996, 70 min.

### Radio
- « États du cinéma iranien », France Culture, Plan large d'Antoine Guillot, avec Sepideh Farsi et Jean-Michel Frodon, le 25 février 2023.

#### Listes et catégories
- Listes de films iraniens (par décennie) (en)
- (en) Films iraniens
- Liste des longs métrages iraniens proposés à l'Oscar du meilleur film international
- Liste des lauréats et nommés iraniens aux Oscars
- (en) Réalisateurs, Scénaristes, Compositeurs, Acteurs
- Filmfarsi, films persans populaires d'inspiration Bollywood

#### Institutions
- Festival du film de Fajr (Téhéran, depuis 1982)
- Festival international du court métrage de Téhéran (Téhéran, depuis 1983)
- International Urban Film Festival (Téhéran, depuis 2005)
- London Iranian Film Festival (en)